# Lista de baronatos do Império do Brasil
Esta é uma lista de baronatos do Império do Brasil.

## A
| Título                     | Data de criação                                | Titulares                                                      | Topônimo associado                                         |
| Barão de Abadia            | 15 de abril de 1847 a 10 de agosto de 1889     | Gregório Francisco de Miranda Francisco Dionísio Machado Faria | Abadia (Rio de Janeiro)                                    |
| Barão de Abiaí             | 8 de agosto de 1888                            | Silvino Elvídio Carneiro da Cunha                              | Abiaí (Paraíba)                                            |
| Barão de Aceguá            | 22 de dezembro de 1888                         | Astrogildo Pereira da Costa                                    | Aceguá (Rio Grande do Sul)                                 |
| Barão do Açu               | 17 de novembro de 1888                         | Luís Gonzaga de Brito Guerra                                   | Açu (Rio Grande do Norte)                                  |
| Barão do Açu da Torre      | 31 de agosto de 1889                           | Luís Antônio Simões de Meireles                                | distrito de Mata de São João (Bahia)                       |
| Barão de Água Branca       | 15 de novembro de 1879 7 de maio de 1887       | Joaquim Antônio de Siqueira Torres Joaquim Inácio Ramalho      | Água Branca (Alagoas)                                      |
| Barão de Aguapeí           | 12 de março de 1863                            | João Batista de Oliveira                                       | Aguapeí (Mato Grosso)                                      |
| Barão de Águas Belas       | 28 de agosto de 1877                           | João da Cunha Magalhães                                        | Águas Belas (Pernambuco)                                   |
| Barão de Águas Claras      | 2 de maio de 1887                              | Guilherme Augusto de Sousa Leite                               | distrito de São José do Vale do Rio Preto (Rio de Janeiro) |
| Barão de Aguiar de Andrada | 3 de maio de 1876                              | Francisco Xavier da Costa Aguiar de Andrada                    | antroponímico                                              |
| Barão de Aguiar Valim      | 16 de setembro de 1884                         | Manuel de Aguiar Valim                                         | antroponímico                                              |
| Barão de Aimoré            | 24 de agosto de 1889                           | Antônio Rodrigues da Cunha                                     | Aimorés (povo indígena)                                    |
| Barão de Aiuruoca          | 14 de março de 1889                            | Custódio Ferreira Leite                                        | Aiuruoca (Minas Gerais)                                    |
| Barão de Alagoas           | 2 de março de 1889                             | Severiano Martins da Fonseca                                   | Cidade de Alagoas (Alagoas)                                |
| Barão de Alagoinhas        | 26 de abril de 1879                            | Francisco Pereira Sodré                                        | Alagoinhas (Bahia)                                         |
| Barão de Albuquerque       | 7 de outubro de 1882                           | Manuel Artur de Holanda Cavalcanti de Albuquerque              | antroponímico                                              |
| Barão de Alcântara         | 12 de outubro de 1825                          | João Inácio da Cunha                                           | Alcântara (Maranhão)                                       |
| Barão de Alegrete          | 15 de novembro de 1846 16 de fevereiro de 1867 | João José de Araújo Gomes José Maria de Araújo Gomes           | Alegrete (Rio Grande do Sul)                               |
| Barão de Além-Paraíba      | 8 de agosto de 1888                            | Joaquim Barbosa de Castro                                      | Além Paraíba (Minas Gerais)                                |
| Barão de Alencar           | 7 de novembro de 1885                          | Leonel Martiniano de Alencar                                   | antroponímico                                              |
| Baronesa de Alenquer       | 19 de junho de 1872                            | Francisca de Assis Viana Muniz Bandeira                        | ?                                                          |
| Barão de Alfenas           | 11 de outubro de 1848 7 de novembro de 1882    | Gabriel Francisco Junqueira José Dias de Gouveia               | Alfenas (Minas Gerais)                                     |
| Barão de Alfié             | 19 de julho de 1879                            | Joaquim Carlos da Cunha Andrade                                | distrito de São Domingos do Prata (Minas Gerais)           |
| Barão de Alhandra          | 11 de janeiro de 1873                          | José Bernardo de Figueiredo                                    | Alhandra (Paraíba)                                         |
| Barão da Aliança           | 29 de agosto de 1882                           | Manuel Vieira Machado da Cunha                                 | ?                                                          |
| Barão de Almeida Galeão    | 28 de setembro de 1882                         | Manuel Caetano de Almeida Galeão                               | antroponímico                                              |
| Barão de Almeida Lima      | 28 de fevereiro de 1885                        | Manuel Bernardo de Almeida Lima                                | antroponímico                                              |
| Barão de Almeida Ramos     | 18 de janeiro de 1882                          | Joaquim de Almeida Ramos                                       | antroponímico                                              |
| Barão de Almeida Valim     | 15 de novembro de 1888                         | Luciano José de Almeida Valim                                  | antroponímico                                              |
| Barão do Alto Mearim       | 20 de janeiro de 1880                          | José João Martins de Pinho                                     | Rio Mearim (Maranhão)                                      |
| Barão do Alto Muriaé       | 23 de janeiro de 1886                          | Antônio Teodoro da Silva                                       | Rio Muriaé                                                 |
| Barão do Amambaí           | 28 de agosto de 1889                           | Antônio Maria Coelho                                           | Rio Amambaí (Mato Grosso do Sul)                           |
| Barão de Amaraji           | 29 de maio de 1867                             | Antônio Alves da Silva                                         | Amaraji (Pernambuco)                                       |
| Barão do Amazonas          | 13 de janeiro de 1866                          | Francisco Manuel Barroso da Silva                              | navio o qual comandou na Batalha do Riachuelo              |
| Barão do Amparo            | 17 de janeiro de 1853 30 de janeiro de 1867    | Manuel Gomes de Carvalho Joaquim Gomes Leite de Carvalho       | distrito de Barra Mansa (Rio de Janeiro)                   |
| Barão de Anadia            | 23 de setembro de 1870                         | Manuel Joaquim de Mendonça Castelo Branco                      | Anadia (Alagoas)                                           |
| Barão de Anajás            | 20 de outubro de 1888                          | Antônio Emiliano de Sousa Castro                               | Anajás (Pará)                                              |
| Barão de Anajatuba         | 14 de março de 1867                            | José Maria Barreto                                             | Anajatuba (Maranhão)                                       |
| Barão do Andaraí           | 10 de julho de 1872 25 de outubro de 1882      | Militão Máximo de Sousa Militão Máximo de Sousa Júnior         | morro do Andaraí (Rio de Janeiro)                          |
| Barão de Angra             | 17 de maio de 1871                             | Elisiário Antônio dos Santos                                   | Angra (Rio de Janeiro)                                     |
| Barão de Anhumas           | 25 de setembro de 1889                         | Manuel Carlos Aranha                                           | Anhumas (São Paulo)                                        |
| Barão de Antonina          | 11 de setembro de 1843                         | João da Silva Machado                                          | Antonina (Paraná)                                          |
| Barão de Aparecida         | 27 de março de 1867                            | José de Sousa Brandão                                          | Sapucaia (Rio de Janeiro)                                  |
| Barão de Aquino            | 18 de junho de 1872                            | José de Aquino Pinheiro                                        | antroponímico                                              |
| Barão de Aquiraz           | 17 de maio de 1871                             | Gonçalo Baptista Vieira                                        | Aquiraz (Ceará)                                            |
| Barão do Araçaji           | 9 de novembro de 1867                          | Francisco de Caldas Lins                                       | Rio Araçaji (Paraíba)                                      |
| Barão de Aracaju           | 14 de agosto de 1872                           | José Inácio Accioli do Prado                                   | Aracaju (Sergipe)                                          |
| Barão de Aracati           | 19 de março de 1887                            | José Pereira da Graça                                          | Aracati (Ceará)                                            |
| Barão do Araçuaí           | 14 de março de 1885                            | Serafim José de Meneses                                        | Rio Araçuaí                                                |
| Barão do Araguaia          | 17 de julho de 1872                            | Domingos José Gonçalves de Magalhães                           | Rio Araguaia                                               |
| Barão do Araguari          | 10 de maio de 1873 10 de agosto de 1889        | João Maria Wandenkolk Antônio Dias Maciel                      | Rio Araguari                                               |
| Barão de Aramaré           | 6 de setembro de 1866                          | Manuel Lopes da Costa Pinto                                    | engenho em Santo Amaro (Bahia)                             |
| Barão de Arantes           | 19 de julho de 1879                            | Antônio Belfort Ribeiro de Arantes                             | antroponímico                                              |
| Barão de Araraquara        | 30 de maio de 1868 28 de fevereiro de 1885     | José Estanislau de Oliveira Estanislau José de Oliveira        | Araraquara (São Paulo)                                     |
| Barão de Araras            | 7 de maio de 1887                              | Bento de Lacerda Guimarães                                     | Araras (São Paulo)                                         |
| Barão do Arari             | 18 de maio de 1853 17 de maio de 1887          | Antônio Lacerda de Chermont José Lacerda Guimarães             | Rio Arari (Pará)                                           |
| Barão de Araribá           | 5 de agosto de 1883                            | João Luís Gonçalves Ferreira                                   | ?                                                          |
| Barão do Araripe           | 20 de março de 1875                            | Antero Vieira da Cunha                                         | Serra do Araripe (Pernambuco)                              |
| Barão de Araruama          | 5 de maio de 1844 30 de novembro de 1866       | José Carneiro da Silva Bento Carneiro da Silva                 | Lagoa de Araruama (Rio de Janeiro)                         |
| Barão da Araruna           | 17 de abril de 1871                            | Estevão José da Rocha                                          | Serra da Araruna (Paraíba)                                 |
| Barão de Aratanha          | 3 de dezembro de 1887                          | José Francisco da Silva Albano                                 | Serra de Aratanha (Ceará)                                  |
| Barão de Araújo Ferraz     | 17 de junho de 1882                            | Francisco Inácio de Araújo Ferraz                              | antroponímico                                              |
| Barão de Araújo Góis       | 12 de dezembro de 1886                         | Inocêncio Marques de Araújo Góis                               | antroponímico                                              |
| Barão de Araújo Gondim     | 10 de junho de 1876                            | Antônio José Duarte de Araújo Gondim                           | antroponímico                                              |
| Barão de Araújo Maia       | 9 de agosto de 1884                            | Honório de Araújo Maia                                         | antroponímico                                              |
| Barão de Arinos            | 14 de setembro de 1872                         | Tomás Fortunato de Brito                                       | Rio Arinos                                                 |
| Barão de Ariró             | 6 de setembro de 1867                          | Henrique José da Silva                                         | Rio Ariró (Rio de Janeiro)                                 |
| Barão de Arroio Grande     | 5 de setembro de 1884                          | Francisco Antunes Gomes da Costa                               | Arroio Grande (Rio Grande do Sul)                          |
| Barão de Atalaia           | 14 de março de 1860                            | Lourenço Cavalcanti de Albuquerque Maranhão                    | Atalaia (Alagoas)                                          |
| Barão de Ataliba Nogueira  | 20 de junho de 1888                            | João de Ataliba Nogueira                                       | antroponímico                                              |
| Barão de Atibaia           | 15 de novembro de 1862                         | Joaquim Antônio de Arruda                                      | Rio Atibaia                                                |
| Barão de Avanhandava       | 25 de setembro de 1889                         | José Emídio de Almeida Cardia                                  | Rio Avanhandava                                            |
| Barão de Avelar e Almeida  | 7 de janeiro de 1881                           | Laurindo de Avelar e Almeida                                   | antroponímico                                              |
| Barão de Avelar Resende    | 9 de setembro de 1882                          | Quirino de Avelar Monteiro de Resende                          | antroponímico                                              |
| Barão de Azeredo Coutinho  | 17 de dezembro de 1881                         | Sebastião da Cunha de Azeredo Coutinho                         | antroponímico                                              |

## B
| Título                 | Data de criação                                           | Titulares                                                                        | Topônimo associado                                  |
| Barão de Bajé          | 26 de março de 1821 12 de outubro de 1825                 | Paulo José da Silva Gama Paulo José da Silva Gama Filho                          | Bagé (Rio Grande do Sul)                            |
| Barão de Bambuí        | 26 de dezembro de 1866                                    | Francisco das Chagas Andrade                                                     | Bambuí (Minas Gerais)                               |
| Barão do Bananal       | 29 de maio de 1867                                        | Luís da Rocha Miranda Sobrinho                                                   | Bananal (São Paulo)                                 |
| Barão de Barcelos      | 19 de julho de 1879                                       | Domingos Alves Barcelos Cordeiro                                                 | antroponímico                                       |
| Barão de Barra Grande  | 18 de setembro de 1841                                    | Francisco de Lima e Silva                                                        | rio Barra Grande                                    |
| Barão da Barra Mansa   | 15 de maio de 1867                                        | João Gomes de Carvalho                                                           | Barra Mansa (Rio de Janeiro)                        |
| Barão de Batovi        | 28 de agosto de 1889                                      | Manuel de Almeida da Gama Lobo d'Eça                                             | São Gabriel do Batovi (Rio Grande do Sul)           |
| Barão de Beberibe      | 13 de dezembro de 1853                                    | Francisco Antônio de Oliveira                                                    | rio Beberibe (Pernambuco)                           |
| Barão de Bela Vista    | 13 de julho de 1877                                       | José de Aguiar Toledo                                                            | fazenda em Bananal (São Paulo)                      |
| Barão de Belém         | 4 de maio de 1852 26 de abril de 1884 26 de março de 1884 | Rodrigo Antônio Falcão Brandão José Maria de Almeida José Maria de Almeida Belém | distrito de Cachoeira (Bahia)                       |
| Barão de Bemposta      | 1 de maio de 1867                                         | Inácio Barbosa dos Santos Werneck                                                | distrito de Bemposta (Três Rios, Rio de Janeiro)    |
| Barão de Benfica       | 27 de abril de 1867                                       | Antônio José de Castro                                                           | distrito de Benfica (Recife, Pernambuco)            |
| Barão de Bertioga      | 16 de maio de 1861                                        | José Antônio da Silva Pinto                                                      | Ibertioga (Minas Gerais)                            |
| Barão da Boa Esperança | 11 de setembro de 1888                                    | Antônio Ferreira de Brito                                                        | Boa Esperança (Minas Gerais)                        |
| Barão de Boa Viagem    | 7 de agosto de 1867                                       | Francisco José de Matos Pimenta                                                  |                                                     |
| Barão da Boa Vista     | 18 de julho de 1844                                       | Francisco do Rego Barros                                                         | distrito de Boa Vista (Recife, Pernambuco)          |
| Barão de Bocaina       | 7 de maio de 1887                                         | Francisco de Paula Vicente de Azevedo                                            | Serra da Bocaina (entre São Paulo e Rio de Janeiro) |
| Barão do Bom Jardim    | 14 de março de 1860                                       | Luís Barbalho Muniz Fiúza Barreto de Meneses                                     |                                                     |
| Barão do Bonfim        | 18 de junho de 1841 19 de agosto de 1888                  | José Francisco de Mesquita José Jerônimo de Mesquita                             |                                                     |
| Barão do Bonito        | 11 de setembro de 1888                                    | Manuel Gomes da Cunha Pedrosa                                                    | Rio Bonito (Pernambuco)                             |
| Barão de Buíque        | 17 de maio de 1871                                        | Francisco Alves Cavalcanti Camboim                                               | Buíque (Pernambuco)                                 |
| Barão de Bujari        | 23 de novembro de 1867                                    | Antônio Francisco Pereira                                                        |                                                     |
| Barão de Bujuru        | 13 de setembro de 1889                                    | Inocêncio Veloso Pederneiras                                                     | Lagoa Bujuru (Rio Grande do Sul)                    |
| Barão de Butuí         | 10 de junho de 1873                                       | José Antônio Moreira                                                             | Arroio Butuí (Rio Grande do Sul)                    |

## C
| Título                      | Data de criação                               | Titulares                                                                   | Topônimo associado                             |  |
| Barão de Cabo Frio          | 2 de maio de 1874                             | Luís da Cunha Moreira Joaquim Tomás do Amaral                               | Cabo Frio (Rio de Janeiro)                     |  |
| Barão de Cabo Verde         | 15 de junho de 1881 3 de março de 1889        | Antônio Belfort de Arantes Luís Antônio de Morais Navarro                   | Cabo Verde (Minas Gerais)                      |  |
| Barão de Caçapava           | 14 de março de 1855                           | Francisco José de Sousa Soares de Andrea                                    |                                                |  |
| Barão de Cacequi            | 23 de maio de 1883                            | Frederico Augusto de Mesquita                                               | Cacequi (Rio Grande do Sul)                    |  |
| Barão de Caetité            | 8 de março de 1880                            | José Antônio Gomes Neto                                                     | Caetité (Bahia)                                |  |
| Barão do Caí                | 14 de setembro de 1870                        | Francisco Ferreira Porto                                                    | Rio Caí (Rio Grande do Sul)                    |  |
| Barão de Caiará             | 25 de julho de 1885                           | Augusto de Sousa Leão                                                       |                                                |  |
| Barão de Cairari            | 8 de agosto de 1888                           | Antônio Manuel Correia de Miranda                                           |                                                |  |
| Barão de Cairu              | 12 de outubro de 1825 14 de março de 1844     | José da Silva Lisboa Bento da Silva Lisboa                                  | Cairu (Bahia)                                  |  |
| Barão de Cajaíba            | 18 de julho de 1841                           | Alexandre Gomes de Argolo Ferrão                                            | Ilha de Cajaíba (Bahia)                        |  |
| Barão de Cajuru             | 30 de junho de 1860 26 de julho de 1889       | João Gualberto de Carvalho Militão Honório de Carvalho                      | Distrito de São João del-Rei (Minas Gerais)    |  |
| Barão de Caldas             | 19 de julho de 1879                           | Luís Antônio de Oliveira                                                    | Caldas (Minas Gerais)                          |  |
| Barão de Calera             | 12 de outubro de 1828                         | Tomás Garcia de Zuniga                                                      |                                                |  |
| Barão de Camaçari           | 13 de setembro de 1871                        | Antônio Calmon de Araújo Góis                                               | Camaçari (Bahia)                               |  |
| Barão de Camanducaia        | 15 de junho de 1881                           | Joaquim da Mota Pais                                                        | Conceição dos Ouros (Minas Gerais)             |  |
| Barão de Camaquã            | 2 de março de 1889                            | Salustiano Jerônimo dos Reis                                                | Camaquã (Rio Grande do Sul)                    |  |
| Barão de Camarajibe         | 2 de dezembro de 1854                         | Pedro Francisco de Paula Cavalcanti de Albuquerque                          | Camaragibe (Pernambuco)                        |  |
| Barão de Camargos           | 17 de maio de 1871 20 de junho de 1888        | Manuel Teixeira de Sousa Antônio Teixeira de Sousa Magalhães                | Camargos (Minas Gerais)                        |  |
| Barão de Cambaí             | 11 de abril de 1859                           | Antônio Martins da Cruz Jobim                                               | São Gabriel (Rio Grande do Sul)                |  |
| Barão de Cambuí             | 19 de agosto de 1888                          | João Cândido de Melo e Sousa                                                |                                                |  |
| Barão de Cametá             | 2 de maio de 1889                             | Antônio Bento Dias de Melo                                                  | Cametá (Pará)                                  |  |
| Baronesa de Cametá          | 2 de dezembro de 1858                         | Ana Rufina de Sousa Franco Correia                                          | Cametá (Pará)                                  |  |
| Barão de Campinas           | 21 de setembro de 1870 13 de agosto de 1889   | Bento Manuel de Barros Joaquim Pinto de Araújo Cintra                       | Campinas (São Paulo)                           |  |
| Baronesa de Campinas        | 9 de janeiro de 1875                          | Maria Luzia de Sousa Aranha                                                 | Campinas (São Paulo)                           |  |
| Barão de Campo Alegre       | 10 de abril de 1867 26 de novembro de 1887    | Joaquim de Sousa Leão Antônio José Correia                                  | Campo Alegre (Alagoas)                         |  |
| Barão de Campo Belo         | 2 de dezembro de 1854                         | Laureano Correia e Castro                                                   |                                                |  |
| Barão de Campo Formoso      | 4 de julho de 1858                            | João Evangelista de Carvalho                                                | Campo Formoso (Minas Gerais)                   |  |
| Barão de Campo Grande       | 16 de janeiro de 1861                         | Francisco Gomes de Campos                                                   | Campo Grande (Rio de Janeiro)                  |  |
| Barão de Campo Largo        | 19 de julho de 1889                           | Antônio Mariani Primo                                                       | Antiga denominação de Cotegipe (Bahia)         |  |
| Barão de Campo Maior        | 16 de janeiro de 1875                         | Augusto da Cunha Castelo Branco                                             | Campo Maior (Piauí)                            |  |
| Barão de Campo Místico      | 24 de agosto de 1889                          | Antônio Teixeira Dinis                                                      | Poços de Caldas (Minas Gerais)                 |  |
| Barão de Campo Verde        | 6 de junho de 1867                            | Francisco Xavier de Oliveira                                                |                                                |  |
| Barão de Campos Gerais      | 31 de agosto de 1880                          | David dos Santos Pacheco                                                    | Campos Gerais do Paraná                        |  |
| Barão de Cananeia           | 15 de fevereiro de 1868                       | Bernardino Rodrigues de Avelar                                              | Cananeia (São Paulo)                           |  |
| Barão de Candiota           | 2 de setembro de 1875                         | Luís Gonçalves das Chagas                                                   | Candiota (Rio Grande do Sul)                   |  |
| Barão de Cantagalo          | 12 de outubro de 1825 24 de fevereiro de 1883 | João Maria da Gama Freitas Berquó Augusto de Sousa Brandão                  | Cantagalo (Rio de Janeiro)                     |  |
| Barão de Capanema           | 26 de fevereiro de 1881                       | Guilherme Schüch                                                            | Capanema (Pará)                                |  |
| Barão de Capiberibe         | 25 de março de 1849                           | Manuel de Sousa Teixeira                                                    |                                                |  |
| Barão de Capivari           | 11 de outubro de 1848 12 de junho de 1886     | Joaquim Ribeiro de Avelar Porfírio Pereira Fraga                            |                                                |  |
| Barão de Carandaí           | 11 de dezembro de 1872                        | Belisário Augusto de Oliveira Pena                                          |                                                |  |
| Barão de Carapebus          | 2 de dezembro de 1854 6 de abril de 1867      | Joaquim Pinto Neto dos Reis Antônio Dias Coelho Neto dos Reis               | Carapebus (Rio de Janeiro)                     |  |
| Barão do Carmo              | 12 de julho de 1876 7 de janeiro de 1881      | Manuel Ferreira Pinto José da Silva Figueiredo                              | Carmo (Rio de Janeiro)                         |  |
| Barão de Caruaru            | 29 de janeiro de 1880                         | Francisco Antônio Raposo                                                    | Caruaru (Pernambuco)                           |  |
| Barão de Carvalho Borges    | 31 de dezembro de 1881                        | Antônio Pedro de Carvalho Borges                                            | antroponímico                                  |  |
| Barão de Casa Branca        | 7 de maio de 1887                             | Vicente Ferreira de Silos Pereira                                           |                                                |  |
| Barão de Casa Forte         | 25 de março de 1888                           | Antônio João de Amorim                                                      | Casa Forte (Pernambuco)                        |  |
| Barão de Casalvasco         | 24 de agosto de 1889                          | Firmino José de Matos                                                       | Vila Bela da Santíssima Trindade (Mato Grosso) |  |
| Barão de Cascalho           | 14 de agosto de 1867                          | José Ferraz de Campos                                                       | Fazenda Cascalho (São Paulo)                   |  |
| Barão de Castelo Branco     | 2 de outubro de 1889                          | Mariano Gil Castelo Branco                                                  | antroponímico                                  |  |
| Barão de Castelo            | 17 de dezembro de 1881                        | Manuel Luís e Ribeiro                                                       |                                                |  |
| Barão de Castro Lima        | 14 de outubro de 1884                         | Antônio Moreira de Castro Lima                                              | antroponímico                                  |  |
| Barão dos Cataguases        | 13 de outubro de 1876                         | Manuel de Castro Guimarães                                                  | Cataguases (Minas Gerais)                      |  |
| Barão de Catas Altas        | 18 de outubro de 1829 23 de dezembro de 1887  | João Batista Ferreira de Sousa Coutinho Antônio José Gomes Bastos           | Catas Altas da Noruega (Minas Gerais)          |  |
| Barão do Catete             | 28 de junho de 1876                           | Joaquim Antônio de Araújo e Silva                                           | Catete (Rio de Janeiro)                        |  |
| Barão do Catu               | [18 de agosto de 1860                         | Frutuoso Pinto da Costa                                                     |                                                |  |
| Barão de Catuama            | 5 de julho de 1888                            | João José Ferreira de Aguiar                                                |                                                |  |
| Barão de Catumbi            | 14 de agosto de 1872                          | Francisco Lopes da Cunha                                                    | Catumbi (Rio de Janeiro)                       |  |
| Barão de Caxangá            | 20 de julho de 1889                           | Lourenço Bezerra Alves da Silva                                             | Engenho Caxangá, Pernambuco                    |  |
| Barão de Caxias             | 18 de julho de 1841                           | Luís Alves de Lima e Silva                                                  | Caxias (Maranhão)                              |  |
| Barão de Ceará-Mirim        | 22 de junho de 1874                           | Manuel Varela do Nascimento                                                 | Ceará-Mirim (Rio Grande do Norte)              |  |
| Barão do Cerro              | 19 de julho de 1879                           | José Joaquim Ferreira Rabelo                                                | Serro (Minas Gerais)                           |  |
| Barão de Cerro Alegre       | 6 de setembro de 1859                         | João da Silva Tavares                                                       | Serro Alegre (Rio Grande do Sul)               |  |
| Barão de Cerro Azul         | 8 de agosto de 1888                           | Ildefonso Pereira Correia                                                   | Cerro Azul (Paraná)                            |  |
| Barão de Cerro Largo        | 12 de outubro de 1825                         | José de Abreu                                                               | Cerro Largo (atual Uruguai)                    |  |
| Barão do Cerro Formoso      | 6 de novembro de 1872                         | Francisco Pereira de Macedo                                                 |                                                |  |
| Barão de Cimbres            | 21 de outubro de 1853 20 de setembro de 1889  | Domingos Malaquias de Aguiar Pires Ferreira Cândido Xavier Pereira de Brito | Cimbres (Pernambuco)                           |  |
| Barão de Cocais             | 14 de março de 1855                           | José Feliciano Pinto Coelho da Cunha                                        |                                                |  |
| Barão de Comoroji           | 22 de abril de 1871                           | Antônio Félix de Carvalho                                                   |                                                |  |
| Barão da Conceição          | 27 de fevereiro de 1886                       | José Rodrigues da Costa                                                     |                                                |  |
| Barão da Conceição da Barra | 11 de julho de 1888                           | José Resende de Carvalho                                                    |                                                |  |
| Barão de Congonhas do Campo | 12 de outubro de 1825 17 de maio de 1871      | Lucas Antônio Monteiro de Barros Lucas Antônio Monteiro de Castro           | Congonhas (Minas Gerais)                       |  |
| Barão de Contendas          | 20 de julho de 1889                           | Antônio Epaminondas de Barros Correia                                       | Engenho de Contendas, Pernambuco               |  |
| Barão de Coroatá            | 2 de dezembro de 1854                         | Manuel Gomes da Silva Belfort                                               | Coroatá (Maranhão)                             |  |
| Barão de Coromandel         | 15 de junho de 1881                           | José Francisco Neto                                                         | Coromandel (Minas Gerais)                      |  |
| Barão de Correntes          | 19 de julho de 1884                           | Felisberto Inácio da Cunha                                                  | Abolicionismo                                  |  |
| Barão de Corumbá            | 20 de junho de 1888                           | João Mendes Salgado                                                         | Corumbá (Mato Grosso do Sul)                   |  |
| Barão de Cotegipe           | 14 de março de 1860                           | João Maurício Wanderley                                                     | Cotegipe (Bahia)                               |  |
| Barão de Cotinguiba         | 25 de março de 1849                           | Bento de Melo Pereira                                                       |                                                |  |
| Barão do Crato              | 14 de setembro de 1866                        | Bernardo Duarte Brandão                                                     | Crato (Ceará)                                  |  |
| Barão de Cristina           | 25 de setembro de 1889                        | Francisco Ribeiro Junqueira                                                 | Cristina (Minas Gerais)                        |  |
| Barão de Cruanji            | 22 de junho de 1867                           | Felisberto Inácio de Oliveira                                               |                                                |  |
| Barão da Cruz Alta          | 11 de março de 1878 14 de junho de 1887       | José Gomes Portinho Joaquim de Campos Negreiros                             | Cruz Alta (Rio Grande do Sul)                  |  |
| Barão de Cunha Bueno        | 6 de junho de 1887                            | Francisco da Cunha Bueno                                                    | antroponímico                                  |  |
| Barão de Curvelo            | 21 de dezembro de 1871                        | Joaquim Meireles Freire                                                     |                                                |  |

## D
| Título                    | Data de criação                          | Titulares                                      | Topônimo associado           |
| Barão do Descalvado       | 23 de dezembro de 1887                   | José Elias de Toledo Lima                      | Descalvado (São Paulo)       |
| Barão do Desterro         | 29 de novembro de 1889                   | João José de Almeida Couto                     |                              |
| Barão da Diamantina       | 2 de dezembro de 1854                    | Francisco José de Vasconcelos Lessa            | Diamantina (Minas Gerais)    |
| Barão de Diamantino       | 17 de maio de 1871                       | Antônio de Cerqueira Caldas                    | Diamantino (Mato Grosso)     |
| Barão de Dores de Guaxipé | 3 de agosto de 1889                      | Manuel Joaquim Ribeiro do Vale                 |                              |
| Barão de Dourados         | 21 de abril de 1883 13 de agosto de 1889 | José Antônio da Silva Freire José Luís Borges  | Dourado (São Paulo)          |
| Barão de Drummond         | 19 de agosto de 1888                     | João Batista Viana Drummond                    | antroponímico                |
| Barão de Duas Barras      | 8 de julho de 1867 24 de agosto de 1889  | João Antônio de Morais Elias Antônio de Morais | Duas Barras (Rio de Janeiro) |

## E
| Título                | Data de criação                             | Titulares                                                  | Topônimo associado                          |
| Barão de Embaré       | 2 de maio de 1874                           | Antônio Ferreira da Silva                                  | distrito de Santos, São Paulo               |
| Barão do Engenho Novo | 4 de outubro de 1876                        | Antônio Pereira de Sousa Barros                            | distrito do Rio de Janeiro (Rio de Janeiro) |
| Barão de Entre-Rios   | 15 de dezembro de 1852 28 de agosto de 1877 | Antônio Barroso Pereira Filho Antônio Barroso Pereira Neto | Entre-Rios (Rio de Janeiro)                 |
| Barão de Erval        | 1 de maio de 1866                           | Manuel Luís Osório                                         | Herval (Rio Grande do Sul                   |
| Barão de Escada       | 9 de setembro de 1874                       | Belmiro da Silveira Lins                                   | Escada (Pernambuco)                         |
| Barão d'Escragnolle   | 1 de dezembro de 1880                       | Gastão Luís Henrique de Robert d'Escragnolle               | antroponímico                               |
| Barão da Estância     | 18 de setembro de 1867                      | Antônio Dias Coelho de Melo                                | Estância (Sergipe)                          |
| Barão de Estrela      | 18 de outubro de 1876                       | José Joaquim de Maia Monteiro                              | Serra da Estrela (Portugal)                 |
| Barão de Exu          | 15 de novembro de 1888                      | Guálter Martiniano de Alencar Araripe                      | Exu (Pernambuco)                            |

## F
| Título                     | Data de criação                           | Titulares                                                    | Topônimo associado             |
| Barão de Ferreira Bandeira | 28 de março de 1877                       | Pedro Ferreira de Viana Bandeira                             | antroponímico                  |
| Barão dos Fiais            | 7 de julho de 1841 11 de dezembro de 1875 | Luís Paulo de Araújo Bastos Pedro Ferreira de Viana Bandeira |                                |
| Barão do Flamengo          | 17 de dezembro de 1881                    | Luís de Matos Pereira de Castro                              |                                |
| Baronesa de Fonseca Costa  | 14 de março de 1877                       | Josefina da Fonseca Costa                                    | antroponímico                  |
| Barão de Fonseca           | 3 de abril de 1867                        | João de Figueiredo Pereira de Barros                         |                                |
| Barão de Forte de Coimbra  | 13 de julho de 1889                       | Hermenegildo de Albuquerque Porto Carrero                    | Forte de Coimbra (Mato Grosso) |
| Barão da Franca            | 19 de novembro de 18??                    | José Garcia Duarte                                           |                                |
| Barão de Frecheiras        | 8 de março de 1880                        | Antônio dos Santos Pontual                                   |                                |

## G
| Título                      | Data de criação                            | Titulares                                               | Topônimo associado                          |
| Barão da Gamboa             | 27 de abril de 1849                        | José Manuel Fernandes Pereira                           | Gamboa (Rio de Janeiro)                     |
| Barão da Gávea              | 17 de maio de 1871                         | Manuel Antônio da Fonseca Costa                         | Gávea (Rio de Janeiro)                      |
| Barão de Geraldo de Resende | 19 de junho de 1889                        | Geraldo Ribeiro de Sousa Resende                        | antroponímico                               |
| Barão de Gindaí             | 19 de novembro de 1888                     | Antônio da Rocha de Holanda Cavalcanti                  |                                             |
| Barão de Goiana             | 24 de dezembro de 1830 6 de julho de 1870  | Bernardo José da Gama João Joaquim da Cunha Rego Barros | Goiana (Pernambuco)                         |
| Barão de Goicana            | 18 de janeiro de 1870                      | Sebastião Antônio Acioli Lins                           | Engenho Goicana (Pernambuco)                |
| Barão de Goitacases         | 17 de dezembro de 1881                     | Antônio José de Magalhães                               | Campos dos Goitacases (Rio de Janeiro)      |
| Barão de Gorutuba           | 20 de junho de 1889                        | Ângelo de Quadros Bitencourt                            | Gorutuba (Minas Gerais)                     |
| Barão da Graça              | 27 de novembro de 1872                     | João Simões Lopes Filho                                 |                                             |
| Barão de Grajaú             | 19 de março de 1884                        | Carlos Fernandes Ribeiro                                | Grajaú (Maranhão)                           |
| Barão do Granito            | 25 de março de 1888                        | José Manuel de Barros Wanderley                         |                                             |
| Barão de Grão-Mogol         | 17 de setembro de 1873                     | Guálter Martins Pereira                                 | Grão Mogol (Minas Gerais)                   |
| Barão de Gravatá            | 8 de agosto de 1888                        | Pedro Emiliano da Silveira Lessa                        | Engenho Gravatá (Pernambuco)                |
| Barão de Gravataí           | 29 de julho de 1852                        | João Baptista da Silva Pereira                          | Gravataí (Rio Grande do Sul)                |
| Barão de Guaí               | 26 de abril de 1879                        | Joaquim Elísio Pereira Marinho                          | Rio Guaí (Bahia)                            |
| Barão de Guaíba             | 20 de dezembro de 1855 14 de junho de 1887 | Manuel Alves dos Reis Lousada Manuel José de Campos     | Guaíba (Rio Grande do Sul)                  |
| Barão de Guaicuí            | 19 de julho de 1879                        | Josefino Vieira Machado                                 | Guaicuí (Minas Gerais)                      |
| Barão de Guajará            | 3 de março de 1883                         | Domingos Antônio Raiol                                  |                                             |
| Barão do Guamá              | 8 de março de 1883                         | Francisco Acácio Correia                                | Rio Guamá (Pará)                            |
| Barão de Guanabara          | 17 de abril de 1875                        | José Gonçalves de Oliveira Roxo                         | Guanabara (Rio de Janeiro)                  |
| Barão do Guandu             | 3 de março de 1856 25 de setembro de 1889  | Inácio Antônio de Sousa Amaral João Bernardes de Sousa  | Guandu (Rio de Janeiro)                     |
| Barão do Guapi              | 16 de janeiro de 1861                      | Joaquim José Ferraz de Oliveira                         | Guapi (Rio de Janeiro)                      |
| Barão de Guapimirim         | 12 de maio de 1848                         | Tomé Ribeiro de Faria                                   |                                             |
| Barão de Guaraciaba         | 16 de setembro de 1887                     | Francisco Paulo de Almeida                              |                                             |
| Barão de Guarapuava         | 14 de julho de 1870                        | Antônio de Sá Camargo                                   | Guarapuava (Paraná)                         |
| Barão de Guararapes         | 11 de março de 1860                        | Lourenço de Sá e Albuquerque                            | Monte Guararapes (Pernambuco)               |
| Barão de Guararema          | 15 de junho de 1881                        | Luís de Sousa Breves                                    | Guararema (São Paulo)                       |
| Barão de Guaratiba          | 5 de maio de 1844 30 de novembro de 1870   | Joaquim Antônio Ferreira Joaquim José Ferreira          |                                             |
| Barão de Guaratinguetá      | 2 de dezembro de 1854                      | Francisco de Assis e Oliveira Borges                    | Guaratinguetá (São Paulo)                   |
| Barão da Guaraúna           | 31 de agosto de 1880                       | Domingos Ferreira Pinto                                 |                                             |
| Barão de Guaribu            | 31 de agosto de 1860                       | Cláudio Gomes Ribeiro de Avelar                         | fazenda em Paty do Alferes (Rio de Janeiro) |
| Barão de Guarulhos          | 17 de maio de 1884                         | José Joaquim de Morais                                  | Campos dos Goitacazes (Rio de Janeiro)      |
| Barão de Guimarães          | 26 de julho de 1881                        | José Agostinho Moreira Guimarães                        | antroponímico                               |
| Barão de Gurgueia           | 16 de setembro de 1874                     | João do Rego Monteiro                                   |                                             |
| Barão de Gurjaú             | 5 de maio de 1883                          | José de Sousa Leão                                      |                                             |
| Barão de Gurupá             | dezembro de 1885                           | Zeferino Urbano da Fonseca                              |                                             |
| Barão de Gurupi             | 11 de dezembro de 1855                     | Antônio Raimundo Teixeira Vieira Belfort                | Rio Gurupi (Maranhão)                       |

## H
| Título                 | Data de criação    | Titulares                                | Topônimo associado |
| Barão de Homem de Melo | 4 de julho de 1877 | Francisco Inácio Marcondes Homem de Melo | antroponímico      |

## I
| Título                                    | Data de criação                                                  | Titulares                                                                                            | Topônimo associado                      |
| Barão de Ibiapaba                         | 17 de janeiro de 1868                                            | Joaquim da Cunha Freire                                                                              |                                         |
| Barão de Ibicuí                           | 2 de novembro de 1861                                            | Francisco de Paula e Silva                                                                           | Rio Ibicuí (Rio Grande do Sul)          |
| Barão do Ibirá-Mirim                      | 5 de janeiro de 1883                                             | José Luís Cardoso de Sales Filho                                                                     |                                         |
| Barão de Ibirocaí                         | 18 de julho de 1888                                              | Luís de Freitas Vale                                                                                 | Ibirocaí (Rio Grande do Sul)            |
| Barão de Ibitinga                         | 7 de maio de 1887                                                | Joaquim Ferreira de Camargo Andrade                                                                  | Ibitinga                                |
| Barão de Ibituruna                        | 18 de junho de 1882                                              | João Batista dos Santos                                                                              | Ibituruna (Minas Gerais)                |
| Barão do Icó                              | 14 de março de 1885                                              | Francisco Fernandes Vieira                                                                           | Icó (Ceará)                             |
| Barão do Igarapé-Mirim                    | 3 de março de 1883                                               | Antônio Gonçalves Nunes                                                                              |                                         |
| Barão de Iguape                           | 12 de outubro de 1848 26 de abril de 1879                        | Antônio da Silva Prado Inácio Rodrigues Pereira Dutra                                                | Iguape (São Paulo)                      |
| Barão de Iguaraçu                         | 25 de março de 1845                                              | Domingos Ribeiro dos Guimarães Peixoto                                                               | Iguaraçu (Pernambuco)                   |
| Barão de Iguatemi                         | 10 de julho de 1872                                              | Francisco Cordeiro Torres Alvim                                                                      |                                         |
| Barão de Ijuí                             | 22 de junho de 1870                                              | Bento Martins de Meneses                                                                             | Ijuí (Rio Grande do Sul)                |
| Barão de Imbé                             | 13 de setembro de 1882                                           | José Antônio de Morais                                                                               | Imbé (Rio de Janeiro)                   |
| Barão de Indaiá                           | 19 de julho de 1879                                              | Antônio Zacarias Álvares da Silva                                                                    | Indaiá (Minas Gerais)                   |
| Barão de Indaiatuba                       | 16 de fevereiro de 1876                                          | Joaquim Bonifácio do Amaral                                                                          | Indaiatuba (São Paulo)                  |
| Barão de Ingaí                            | 25 de setembro de 1889                                           | Custódio de Sousa Pinto                                                                              |                                         |
| Barão de Inhanduí                         | 9 de agosto de 1884                                              | Joaquim Luís de Lima                                                                                 |                                         |
| Barão de Inhaúma                          | 27 de setembro de 1867                                           | Joaquim José Inácio de Barros                                                                        | Inhaúma (Minas Gerais)                  |
| Barão de Inhomirim                        | 12 de outubro de 1826                                            | Vicente Navarro de Andrade                                                                           | Inhomirim (Rio de Janeiro)              |
| Barão de Inoã                             | 23 de janeiro de 1886                                            | José Antônio Soares Ribeiro                                                                          | Inoã (Rio de Janeiro)                   |
| Barão de Ipacaraí (ver Barão de Upacaraí) |                                                                  | |                                         |
| Barão de Ipanema                          | 24 de março de 1847 13 de maio de 1885                           | José Antônio Moreira José Antônio Moreira Filho                                                      | antigo distrito de Sorocaba (São Paulo) |
| Barão de Ipiabas                          | 30 de novembro de 1866 22 de julho de 1882                       | Peregrino José de Américo Pinheiro Francisco Pinheiro de Sousa Werneck                               | Ipiabas (Rio de Janeiro)                |
| Barão de Ipojuca                          | 14 de março de 1849                                              | João do Rego Barros                                                                                  | Ipojuca (Pernambuco)                    |
| Barão de Iporanga                         | 19 de janeiro de 1889                                            | Geraldo Ribeiro de Sousa Resende                                                                     | Iporanga (São Paulo)                    |
| Barão de Irapuá                           | 11 de outubro de 1876                                            | José Luís Cardoso de Sales                                                                           | Irapuá (São Paulo)                      |
| Barão de Itabaiana                        | 12 de outubro de 1825 9 de outubro de 1872                       | Manuel Rodrigues Gameiro Pessoa Pedro Leopoldo de Araújo Nabuco                                      |                                         |
| Barão de Itabapoana                       | 2 de dezembro de 1854                                            | Luís Antônio de Siqueira                                                                             | Rio Itabapoana (Rio de Janeiro)         |
| Barão de Itaberava                        | 1 de dezembro de 1854                                            | Alexandre José da Silveira                                                                           |                                         |
| Barão de Itabira                          | 15 de novembro de 1846                                           | Gomes Freire de Andrade                                                                              |                                         |
| Barão de Itacuruçá                        | 25 de março de 1888                                              | Manuel Miguel Martins                                                                                |                                         |
| Barão de Itaguaí                          | 17 de novembro de 1851                                           | Antônio Dias Pavão                                                                                   | Itaguaí (Rio de Janeiro)                |
| Barão de Itaim                            | 13 de março de 1885                                              | Bento Dias de Almeida Prado                                                                          | Itaim (São Paulo)                       |
| Barão de Itaipé                           | 3 de agosto de 1889                                              | Carlos Batista de Castro                                                                             |                                         |
| Barão de Itaipu                           | 6 de maio de 1889                                                | Francisco Manuel das Chagas                                                                          | Itaipu (Rio de Janeiro)                 |
| Barão de Itajubá                          | 6 de junho de 1867 10 de novembro de 1883                        | Marcos Antônio de Araújo Marcos Antônio de Araújo e Abreu                                            | Itajubá (Minas Gerais)                  |
| Barão de Itamaracá                        | 11 de setembro de 1843 14 de abril de 1860                       | Tomás Antônio Maciel Monteiro Antônio Peregrino Maciel Monteiro                                      | Itamaracá (Pernambuco)                  |
| Barão de Itamarandiba                     | 15 de junho de 1881                                              | Joaquim Vidal Leite Ribeiro                                                                          | Itamarandiba                            |
| Barão de Itamarati                        | 13 de maio de 1844 25 de março de 1854                           | Francisco José da Rocha Leão                                                                         | Itamarati (Amazonas)                    |
| Barão de Itambé                           | 15 de novembro de 1846 8 de março de 1880                        | Francisco José Teixeira Ernesto Justino da Silva Freire                                              | Itambé (?)                              |
| Barão de Itambi                           | 17 de julho de 1872                                              | Cândido José Rodrigues Torres                                                                        | Itambi (Itaboraí), (Rio de Janeiro)     |
| Barão de Itanhaém                         | 1 de dezembro de 1822                                            | Manuel Inácio de Andrada Souto Maior Pinto Coelho                                                    | Itanhaém (São Paulo)                    |
| Barão de Itaoca                           | 11 de dezembro de 1875                                           | João Pereira Bastos Júnior                                                                           | Itaoca (Rio de Janeiro)                 |
| Barão de Itapacorá                        | 25 de março de 1849                                              | Manuel Antônio Álvares de Azevedo                                                                    | Itapacorá (Rio de Janeiro)              |
| Barão de Itapajipe                        | 12 de outubro de 1825 28 de agosto de 1866 21 de agosto de 1877  | Ana Romana de Aragão Calmon Francisco Xavier Cabral da Silva Francisco Xavier Calmon Cabral da Silva | Rio Itapagipe (Bahia)                   |
| Barão de Itapary                          | 12 de maio de 1888                                               | José Joaquim Seguins de Oliveira                                                                     | Itapary (Maranhão)                      |
| Barão de Itaparica                        | 26 de dezembro de 1868                                           | Alexandre Gomes de Argolo Ferrão Filho                                                               | Itaparica (Bahia)                       |
| Barão de Itapecerica                      | 10 de agosto de 1889                                             | Francisco das Chagas Campos                                                                          | Itapecerica (Minas Gerais)              |
| Barão de Itapema                          | 24 de novembro de 1888                                           | Francisco Alves Cardoso                                                                              |                                         |
| Barão de Itapemirim                       | 15 de novembro de 1846 15 de maio de 1888 25 de setembro de 1889 | Joaquim Marcelino da Silva Lima Joaquim Antônio de Oliveira Seabra Luís de Siqueira da Silva Lima    | Itapemirim (Espírito Santo)             |
| Barão de Itapetininga                     | 23 de dezembro de 1863                                           | José Joaquim dos Santos Silva                                                                        | Itapetininga (São Paulo)                |
| Barão de Itapeva                          | 19 de julho de 1879                                              | Inácio Bicudo de Siqueira Salgado                                                                    |                                         |
| Barão de Itapevi                          | 28 de dezembro de 1878                                           | Emílio Luís Mallet                                                                                   |                                         |
| Barão de Itapiçuma                        | 8 de março de 1880                                               | Epaminondas Vieira da Cunha                                                                          | Itapiçuma                               |
| Barão de Itapicuru de Cima                | 12 de outubro de 1825 12 de outubro de 1830                      | Luís Manuel de Oliveira Mendes Manuel de Oliveira Mendes                                             | Itapicuru de Cima (Bahia)               |
| Barão de Itapicuru-Mirim                  | 18 de outubro de 1829                                            | José Félix Pereira de Burgos                                                                         | Itapicuru Mirim (Maranhão)              |
| Barão de Itapiruma                        | 10 de agosto de 1889                                             | Anacleto Correia de Faria                                                                            |                                         |
| Barão de Itapitocaí                       | 17 de setembro de 1888                                           | Miguel Rodrigues Barcelos                                                                            |                                         |
| Barão de Itaporanga                       | 14 de março de 1860                                              | Domingos Dias Coelho e Melo                                                                          | Itaporanga (Sergipe)                    |
| Barão de Itapororoca                      | 12 de outubro de 1828                                            | José Joaquim Muniz Barreto de Aragão                                                                 |                                         |
| Barão de Itapuã                           | 12 de outubro de 1828                                            | José Joaquim Nabuco de Araújo Luís Adriano Alves de Lima Gordilho                                    | Itapuã (Bahia)                          |
| Barão de Itapura                          | 19 de janeiro de 1883                                            | Joaquim Policarpo Aranha                                                                             | (Campinas, São Paulo)                   |
| Barão de Itaquatiá                        | 12 de maio de 1888                                               | Boaventura José Gomes                                                                                | Itaquatiá                               |
| Barão de Itaqueri                         | 7 de maio de 1887                                                | Francisco da Cunha Bueno                                                                             |                                         |
| Barão de Itaqui                           | 18 de maio de 1870                                               | João Nunes da Silva Tavares                                                                          | Itaqui (Rio Grande do Sul)              |
| Barão de Itatiaia                         | 3 de agosto de 1889                                              | José Caetano Rodrigues Horta                                                                         |                                         |
| Barão de Itatiba                          | 18 de março de 1882                                              | Joaquim Ferreira Penteado                                                                            |                                         |
| Barão de Itaúna                           | 7 de outubro de 1867                                             | Cândido Borges Monteiro                                                                              | Itaúna (Rio de Janeiro)                 |
| Barão de Itiúba                           | 27 de setembro de 1884                                           | César Persiani                                                                                       |                                         |
| Barão de Itu                              | 11 de outubro de 1848                                            | Bento Pais de Barros                                                                                 | Itu (São Paulo)                         |
| Barão de Ivaí                             | 18 de abril de 1859                                              | Antônio Rodrigues de Azevedo                                                                         |                                         |
| Barão de Ivinheima                        | 27 de agosto de 1873                                             | Francisco Pereira Pinto                                                                              |                                         |

## J
| Título                | Data de criação                             | Titulares                                                                                                 | Topônimo associado                                         |  |
| Barão de Jaboatão     | 29 de março de 1873                         | Umbelino de Paula de Sousa Leão                                                                           | Jaboatão (Pernambuco)                                      |  |
| Barão de Jacareí      | 31 de dezembro de 1849 20 de agosto de 1889 | Bento Lúcio de Machado Licínio Lopes Chaves                                                               | Jacareí (São Paulo)                                        |  |
| Barão de Jaceguai     | 19 de agosto de 1884                        | Artur Silveira de Mota                                                                                    |                                                            |  |
| Barão de Jacuí        | 25 de março de 1845                         | Francisco Pedro Buarque de Abreu                                                                          | Jacuí (Rio Grande do Sul)                                  |  |
| Barão de Jacuípe      | 14 de março de 1860                         | Luís Francisco Gonçalves Junqueira                                                                        | Rio Jacuípe (Bahia)                                        |  |
| Barão de Jacutinga    | 19 de agosto de 1830                        | Manuel Bernardes Pereira da Veiga                                                                         |                                                            |  |
| Barão de Jaguara      | 20 de junho de 1888                         | Antônio Pinheiro de Ulhoa Cintra                                                                          |                                                            |  |
| Barão de Jaguarão     | 10 de julho de 1872                         | José Auto da Silva Guimarães                                                                              | Jaguarão (Rio Grande do Sul)                               |  |
| Barão de Jaguarari    | 31 de julho de 1830 2 de dezembro de 1854   | Ambrósio Henriques da Silva Pombo Marcos Antônio Brício                                                   | antiga fazenda às margens do rio Moju (Pará)               |  |
| Barão de Jaguari      | 18 de outubro de 1829                       | Domingos de Castro Antiqueira                                                                             | Jaguari (Rio Grande do Sul)                                |  |
| Barão de Jaguaripe    | 1 de dezembro de 1824                       | Francisco Elesbão Pires de Carvalho e Albuquerque Francisco Elesbão Pires de Carvalho e Albuquerque Filho | Jaguaripe (Bahia)                                          |  |
| Barão de Jambeiro     | 20 de agosto de 1889                        | Davi Lopes da Silva Ramos                                                                                 | Jambeiro (São Paulo)                                       |  |
| Barão de Japaratuba   | 14 de março de 1860                         | Gonçalo de Faro Rollemberg                                                                                | Japaratuba (Sergipe)                                       |  |
| Barão do Japi         | 7 de maio de 1887                           | Joaquim Benedito de Queirós Teles                                                                         | Serra do Japi Jundiaí (São Paulo)                          |  |
| Barão de Japurá       | 17 de julho de 1872                         | Miguel Maria Lisboa                                                                                       | Japurá (Amazonas)                                          |  |
| Barão de Jaraguá      | 22 de agosto de 1861                        | José Antônio de Mendonça                                                                                  |                                                            |  |
| Barão de Jaraú        | 25 de outubro de 1888                       | Joaquim José de Assunção                                                                                  |                                                            |  |
| Barão do Jari         | 7 de maio de 1887                           | João Batista Gonçalves Campos                                                                             | Jari (Pará)                                                |  |
| Barão de Jauru        | 11 de janeiro de 1873                       | César Sauvan Viana de Lima                                                                                |                                                            |  |
| Barão de Javari       | 14 de julho de 1872 3 de agosto de 1882     | João Alves Loureiro Jorge João Dodsworth                                                                  |                                                            |  |
| Barão de Jequiá       | 14 de março de 1860                         | Manuel Duarte Vieira Ferro                                                                                | Jequiá (Alagoas)                                           |  |
| Barão de Jequiriçá    | 14 de março de 1860                         | Isidro de Sena Madureira                                                                                  | Jequiriçá (Bahia)                                          |  |
| Barão de Jequitaí     | 25 de setembro de 1889                      | Cipriano de Medeiros Lima                                                                                 |                                                            |  |
| Barão de Jeremoabo    | 8 de março de 1880                          | Cícero Dantas Martins                                                                                     | Jeremoabo (Bahia)                                          |  |
| Barão de Joatinga     | 28 de março de 1877                         | Pedro Ramos Nogueira                                                                                      | Bananal (São Paulo)                                        |  |
| Barão de Juiz de Fora | 15 de junho de 1881                         | José Ribeiro de Resende                                                                                   | Juiz de Fora (Minas Gerais)                                |  |
| Barão de Jundiá       | 8 de março de 1880                          | André Dias de Araújo                                                                                      |                                                            |  |
| Barão de Jundiaí      | 24 de agosto de 1870 7 de maio de 1887      | Antônio de Queirós Teles Ana Joaquina do Prado Fonseca                                                    | Jundiaí (São Paulo)                                        |  |
| Barão de Juparanã     | 21 de maio de 1874                          | Manuel Jacinto Carneiro Nogueira da Costa e Gama                                                          | distrito de Barão de Juparanã, em Valença (Rio de Janeiro) |  |
| Barão de Juqueri      | 3 de novembro de 1888                       | Francisco de Assis Vale                                                                                   | Juqueri (São Paulo)                                        |  |
| Barão do Juruá        | 5 de julho de 1889                          | Guilherme José Moreira                                                                                    | Rio Juruá (Amazonas)                                       |  |

## L
| Título                 | Data de criação                             | Titulares                                               | Topônimo associado           |
| Barão de Lacerda Paim  | 8 de agosto de 1888                         | Honorato Antônio de Lacerda Paim                        | antroponímico                |
| Barão de Ladário       | 12 de agosto de 1885                        | José da Costa Azevedo                                   | Ladário (Mato Grosso do Sul) |
| Barão da Lagoa Dourada | 9 de janeiro de 1867                        | José Martins Pinheiro                                   |                              |
| Barão de Laguna        | 2 de janeiro de 1823 17 de maio de 1871     | Carlos Frederico Lecor Jesuíno Lamego da Costa          | Laguna (Santa Catarina)      |
| Barão de Lajes         | 12 de outubro de 1825 18 de outubro de 1829 | João Vieira de Carvalho Alexandre Vieira de Carvalho    | Lajes (?)                    |
| Barão de Lamim         | 8 de agosto de 1889                         | Alcides Rodrigues Pereira                               | Lamim (Minas Gerais)         |
| Barão de Laranjeiras   | 29 de fevereiro de 1872                     | Felisberto de Oliveira Freire                           | Laranjeiras (Sergipe)        |
| Barão do Lavradio      | 23 de setembro de 1874                      | José Pereira Rego                                       |                              |
| Barão de Lavras        | 12 de janeiro de 1889                       | João Alves de Gouveia                                   | Lavras (Minas Gerais)        |
| Barão de Leopoldina    | 6 de setembro de 1862 19 de julho de 1879   | Manuel José Monteiro de Castro José de Resende Monteiro | Leopoldina (Minas Gerais)    |
| Barão de Lessa         | 18 de junho de 1887                         | Elói Bicudo Varela Lessa                                | antroponímico                |
| Barão de Lima Duarte   | 20 de julho de 1889                         | José Rodrigues de Lima Duarte                           | antroponímico                |
| Barão de Limeira       | 1 de fevereiro de 1867                      | Vicente de Sousa Queirós                                | Limeira (São Paulo)          |
| Barão de Limoeiro      | 16 de dezembro de 1882                      | Manuel Barbosa da Silva                                 | Limoeiro (Pernambuco         |
| Barão do Livramento    | 14 de março de 1867                         | José Antônio de Araújo                                  | Livramento (Pernambuco)      |
| Barão de Lopes Neto    | 31 de março de 1888                         | Felipe Lopes Neto                                       | antroponímico                |
| Barão de Lorena        | 7 de outubro de 1853                        | Estêvão Ribeiro de Sousa Resende                        | Lorena (São Paulo)           |
| Barão de Loreto        | 15 de junho de 1888                         | Franklin Américo de Meneses Dória                       |                              |
| Barão de Louriçal      | 17 de dezembro de 1881                      | Francisco de Assis Monteiro Breves                      |                              |
| Barão de Lucena        | 16 de maio de 1888                          | Henrique Pereira de Lucena                              | antroponímico                |

## M
| Título                      | Data de criação                                                    | Titulares                                                                         | Topônimo associado                       |
| Barão de Macabu             | 7 de dezembro de 1881                                              | Antônio Machado Botelho Sobrinho                                                  |                                          |
| Barão de Macaé              | 12 de outubro de 1826                                              | Amaro Velho da Silva                                                              | Macaé (Rio de Janeiro)                   |
| Barão de Macaúbas           | 30 de julho de 1881                                                | Abílio César Borges                                                               | Macaúbas (Bahia)                         |
| Barão de Maceió             | 29 de julho de 1877                                                | Antônio Teixeira da Rocha                                                         | Maceió (Alagoas                          |
| Barão de Maciel             | 10 de julho de 1889                                                | Justo Domingues Maciel                                                            | antroponímico                            |
| Barão de Maia Monteiro      | 12 de junho de 1882                                                | Antônio Joaquim de Maia Monteiro                                                  | antroponímico                            |
| Barão de Mamanguape         | 14 de março de 1860                                                | Flávio Clementino da Silva Freire                                                 | Mamanguape (Paraíba)                     |
| Barão de Mambucaba          | 2 de dezembro de 1854                                              | José Luís Gomes                                                                   | Mambucaba (Rio de Janeiro)               |
| Barão de Mamoré             | 18 de dezembro de 1873                                             | Ambrósio Leitão da Cunha                                                          | Mamoré (Mato Grosso, hoje Rondônia)      |
| Barão de Manaus             | 27 de junho de 1888                                                | Clementino José Pereira Guimarães                                                 | Manaus (Amazonas)                        |
| Barão de Mangaratiba        | 28 de dezembro de 1860                                             | Antônio Pereira Passos                                                            | Mangaratiba (Rio de Janeiro)             |
| Barão de Maracaju           | 23 de dezembro de 1874                                             | Rufino Enéas Gustavo Galvão                                                       | Maracaju                                 |
| Barão de Maracanã           | 19 de junho de 1872                                                | Manuel Gonçalves Pereira                                                          | Maracanã                                 |
| Barão de Maragojipe         | 12 de outubro de 1825                                              | Bento de Araújo Lopes Vilas Boas                                                  | Maragogipe (Bahia)                       |
| Barão de Marajó             | 7 de maio de 1881                                                  | José Coelho da Gama e Abreu                                                       | Marajó (Pará)                            |
| Barão de Maraú              | 28 de junho de 1860                                                | José Teixeira de Vasconcelos                                                      |                                          |
| Baronesa de Maria Rosa      | 4 de abril de 1885                                                 | Maria Rosa Alexandrina de Macedo                                                  | antroponímico                            |
| Barão de Maruiá             | 30 de março de 1889                                                | João Wilkens de Matos                                                             |                                          |
| Barão de Maruim             | 12 de outubro de 1848                                              | João Gomes de Melo                                                                | Maruim (Sergipe)                         |
| Barão de Mataripe           | 12 de janeiro de 1884                                              | Antônio Munis Barreto de Aragão                                                   |                                          |
| Barão de Matos Vieira       | 6 de abril de 1889                                                 | Joaquim de Matos Vieira                                                           | antroponímico                            |
| Barão de Matuim             | 14 de março de 1860                                                | Joaquim Inácio de Aragão Bulcão                                                   |                                          |
| Barão de Mauá               | 30 de abril de 1854                                                | Irineu Evangelista de Sousa                                                       | Mauá (Rio de Janeiro)                    |
| Barão de Mearim             | 25 de março de 1849                                                | José Teodoro Correia de Azevedo Coutinho                                          | Rio Mearim (Maranhã))                    |
| Barão de Mecejana           | 18 de maio de 1867                                                 | Cândido Antunes de Oliveira                                                       | Messejana (Fortaleza)                    |
| Barão de Melgaço            | 7 de julho de 1865                                                 | João Manuel Leverger                                                              | Colinas de Melgaço (Mato Grosso)         |
| Barão de Melo e Oliveira    | 28 de fevereiro de 1885                                            | Luís José de Melo e Oliveira                                                      | antroponímico                            |
| Barão de Mendes Tota        | 3 de agosto de 1889                                                | João Antônio Mendes Tota                                                          | antroponímico                            |
| Barão de Meneses            | 19 de março de 1887                                                | Balduíno Joaquim de Meneses                                                       | antroponímico                            |
| Barão de Mercês             | 24 de agosto de 1870                                               | Manuel José da Costa                                                              | Engenho de Mercês, Ipojuca, Pernambuco   |
| Barão de Merepi             | 2 de dezembro de 1858                                              | Estêvão Cavalcanti de Albuquerque                                                 |                                          |
| Barão de Meriti             | 2 de dezembro de 1858                                              | Manuel Lopes Pereira Baía                                                         | Rio Meriti (Rio de Janeiro)              |
| Barão de Mesquita           | 13 de agosto de 1873 19 de agosto de 1888                          | Jerônimo José de Mesquita Jerônimo Roberto Mesquita                               | antroponímico                            |
| Barão de Minas Novas        | 19 de julho de 1879                                                | Antônio dos Santos Neiva                                                          | Minas Novas (Minas Gerais)               |
| Barão de Mipibu             | 18 de março de 1877                                                | Miguel Ribeiro Dantas                                                             | São José do Mipibu (Rio Grande do Norte) |
| Barão de Miracema           | 19 de agosto de 1888                                               | Lourenço Maria de Almeida Baptista                                                |                                          |
| Barão de Miranda Reis       | 20 de junho de 1881                                                | José de Miranda da Silva Reis                                                     | antroponímico                            |
| Barão de Moçoró             | 25 de julho de 1877                                                | José Félix Monteiro                                                               |                                          |
| Barão de Moji-Guaçu         | 17 de setembro de 1888                                             | José Caetano de Lima                                                              | Mogi Guaçu (São Paulo)                   |
| Barão de Moji-Mirim         | 11 de outubro de 1848                                              | Manuel Claudiano de Oliveira                                                      | Mogi Mirim (São Paulo)                   |
| Barão de Monção             | 10 de julho de 1873                                                | Jacinto José Gomes                                                                | Monção (Maranhão)                        |
| Barão de Monjardim          | 24 de agosto de 1889                                               | Alfeu Adolfo Monjardim de Andrade e Almeida                                       | antroponímico                            |
| Barão de Monte Alegre       | 23 de agosto de 1841 15 de outubro de 1872                         | José da Costa Carvalho Joaquim Pereira da Silva                                   |                                          |
| Barão de Monte Alto         | 25 de setembro de 1889                                             | Francisco Alves da Silva Pereira                                                  | Monte Alto (São Paulo)                   |
| Barão de Monte Belo         | 14 de março de 1867                                                | Joaquim Marinho de Queirós                                                        |                                          |
| Barão de Monte Carmelo      | 20 de novembro de 1886                                             | Bonifácio José Batista                                                            |                                          |
| Barão de Monte de Cedro     | 17 de dezembro de 1881                                             | João José Carneiro da Silva                                                       | Monte do Cedro (Rio de Janeiro)          |
| Barão de Monte Mário        | 15 de outubro de 1886                                              | Marcelino de Brito Ferreira de Andrade                                            | Monte Mário (Minas Gerais)               |
| Barão de Monte-mor          | 22 de julho de 1874                                                | José Bonifácio de Campos Ferraz                                                   | Monte Mor São Paulo                      |
| Barão de Monte Santo        | 11 de novembro de 1846 3 de janeiro de 1872 19 de dezembro de 1885 | Luís José de Oliveira Mendes Joaquim Simões de Paiva Gabriel Garcia de Figueiredo | Monte Santo (Minas Gerais)               |
| Barão de Monte Verde        | 5 de fevereiro de 1861 15 de outubro de 1872                       | Maria Teresa de Sousa Fortes Joaquim Pereira da Silva                             | Monte Verde (Minas Gerais)               |
| Barão de Monteiro de Barros | 5 de maio de 1883                                                  | Luís de Sousa Monteiro de Barros                                                  | antroponímico                            |
| Barão de Montes Claros      | 19 de julho de 1879                                                | José Luís de Campos                                                               |                                          |
| Barão de Moreira Lima       | 1 de março de 1874                                                 | Joaquim José Moreira Lima                                                         | antroponímico                            |
| Barão de Morenos            | 24 de agosto de 1870                                               | Antônio de Sousa Leão                                                             |                                          |
| Barão de Moribeca           | 14 de julho de 1860                                                | Manuel Francisco de Paula Cavalcanti                                              | Muribeca (Pernambuco)                    |
| Barão de Mota Maia          | 6 de fevereiro de 1886                                             | Cláudio Velho da Mota Maia                                                        | antroponímico                            |
| Barão de Mota Pais          | 26 de dezembro de 1887                                             | José Ribeiro da Mota Pais                                                         | Espírito Santo do Pinhal (São Paulo)     |
| Barão de Muaná              | 3 de março de 1883                                                 | Antônio Pereira da Silva Frade                                                    | Muaná (Pará)                             |
| Barão de Mucuri             | 22 de janeiro de 1887                                              | Caetano Vicente de Almeida Júnior                                                 | Mucuri (Bahia)                           |
| Barão de Mundaú             | 11 de julho de 1888                                                | José Antônio de Mendonça Filho                                                    | Mundaú (Alagoas)                         |
| Barão de Munis de Aragão    | 14 de agosto de 1877                                               | Egas Munis Barreto de Aragão e Meneses                                            | antroponímico                            |
| Barão de Muriaé             | 15 de abril de 1847                                                | Manuel Pinto Neto da Cruz                                                         | Rio Muriaé (Rio de Janeiro)              |
| Barão de Murici             | 18 de setembro de 1886                                             | Jacinto Pais Moreira de Mendonça                                                  |                                          |
| Barão de Muritiba           | 14 de março de 1855 13 de junho de 1888                            | Manuel Vieira Tosta Manuel Vieira Tosta Filho                                     | Muritiba (Bahia)                         |

## N
| Título                    | Data de criação                            | Titulares                                               | Topônimo associado             |
| Barão de Nacar            | 21 de julho de 1876                        | Manuel Antônio Guimarães                                |                                |
| Barão de Najé             | 28 de março de 1860                        | Francisco Vieira Tosta                                  |                                |
| Barão de Nazaré           | 11 de março de 1868                        | Silvino Guilherme de Barros                             |                                |
| Barão de Nioaque          | 2 de setembro de 1870 2 de maio de 1889    | Manuel Antônio da Rocha Faria Alfredo da Rocha Faria    | Nioaque (Mato Grosso do Sul)   |
| Barão de Nogueira da Gama | 17 de julho de 1872                        | Nicolau Antônio Nogueira Vale da Gama                   | antroponímico                  |
| Barão de Nonoai           | 4 de agosto de 1886                        | João Pereira de Almeida                                 | Nonoai (Rio Grande do Sul)     |
| Barão de Nova Friburgo    | 28 de março de 1854 18 de dezembro de 1873 | António Clemente Pinto Bernardo Clemente Pinto Sobrinho | Nova Friburgo (Rio de Janeiro) |
| Barão de Novais           | 15 de novembro de 1889                     | Elias Dias Novais                                       | antroponímico                  |

## O
| Título                   | Data de criação        | Titulares                         | Topônimo associado         |
| Barão de Oliveira        | 6 de setembro de 1866  | Antônio da Costa Pinto Júnior     | antroponímico              |
| Barão de Oliveira Castro | 9 de novembro de 1889  | José Mendes de Oliveira Castro    | antroponímico              |
| Barão de Oliveira Roxo   | 13 de setembro de 1882 | Matias Gonçalves de Oliveira Roxo | antroponímico              |
| Barão de Ourém           | 17 de julho de 1872    | José Carlos de Almeida Areias     |                            |
| Barão de Ouricuri        | 22 de junho de 1867    | Manuel Inácio de Oliveira         | Ouricuri (Pernambuco)      |
| Barão de Ouro Branco     | 15 de junho de 1881    | João de Magalhães                 | Ouro Branco (Minas Gerais) |

## P
| Título                       | Data de criação                              | Titulares                                                                            | Topônimo associado                                       |
| Barão de Pacheco             | 2 de abril de 1887                           | Manuel Pacheco da Silva                                                              | antroponímico                                            |
| Barão de Pajeú               | 10 de dezembro de 1888                       | Andrelino Pereira da Silva                                                           | Rio Pajeú (Pernambuco)                                   |
| Barão da Palma               | 27 de março de 1872                          | Antônio de Freitas Paranhos                                                          |                                                          |
| Barão de Palmares            | 14 de setembro de 1866                       | Bernardo José da Câmara                                                              |                                                          |
| Barão da Palmeira            | 16 de fevereiro de 1867                      | Antônio Salgado da Silva                                                             |                                                          |
| Barão de Palmeiras           | 26 de julho de 1849 19 de setembro de 1882   | Francisco Quirino da Rocha João Quirino da Rocha Werneck                             | Santana das Palmeiras, (Rio de Janeiro)                  |
| Barão de Palmeira dos Índios | 28 de agosto de 1889                         | Paulo Jacinto Tenório                                                                | Palmeira dos Índios (Alagoas)                            |
| Barão de Paquequer           | 11 de dezembro de 1875                       | Joaquim Luís Pinheiro                                                                | Rio Paquequer (Rio de Janeiro)                           |
| Barão de Paquetá             | 22 de novembro de 1871                       | José Tomás da Silva Quintanilha                                                      | Paquetá (Rio de Janeiro)                                 |
| Barão de Paraguaçu           | 11 de outubro de 1848 17 de julho de 1872    | Salvador Munis Barreto de Aragão Francisco Munis Barreto de Aragão                   | Rio Paraguaçu (Bahia)                                    |
| Barão de Paraíba             | 11 de outubro de 1848                        | João Gomes Ribeiro de Avelar                                                         | Paraíba do Sul (Rio de Janeiro)                          |
| Barão de Paraibuna           | 6 de novembro de 1850                        | Custódio Gomes Varela Lessa                                                          | Paraibuna (São Paulo)                                    |
| Barão de Paraim              | 6 de novembro de 1866                        | José da Cunha Lustosa                                                                | Paraim (Piauí)                                           |
| Barão de Paraitinga          | 17 de maio de 1871                           | Manuel Jacinto Domingues de Castro                                                   | São Luiz do Paraitinga (São Paulo)                       |
| Barão de Paramirim           | 14 de março de 1860                          | Miguel José Maria de Teive e Argolo                                                  | Paramirim (Bahia)                                        |
| Barão de Paraná              | 16 de maio de 1888                           | Henrique Hermeto Carneiro Leão                                                       | Paraná                                                   |
| Barão de Paranapanema        | 15 de setembro de 1887                       | Joaquim Celestino de Abreu Soares                                                    | Paranapanema (São Paulo)                                 |
| Barão de Paranapiacaba       | 8 de maio de 1883                            | João Cardoso de Meneses e Sousa                                                      | Paranapiacaba (São Paulo)                                |
| Barão de Parangaba           | 25 de setembro de 1889                       | José Miguel de Vasconcelos                                                           | Parangaba                                                |
| Barão de Paraopeba           | 2 de dezembro de 1854                        | Romualdo José Monteiro de Barros                                                     | Vale do Paraopeba (Belo Vale/Minas Gerais)               |
| Barão de Paraúna             | 6 de julho de 1889                           | Antônio Moreira da Costa                                                             | Paraúna (Goiás)                                          |
| Barão de Parima              | 10 de fevereiro de 1828                      | Francisco Xavier Lopes de Araújo                                                     | Parima (Roraima)                                         |
| Barão da Parnaíba            | 12 de outubro de 1825 31 de dezembro de 1880 | Manuel de Sousa Martins Antônio de Queirós Teles                                     | 1.º Parnaíba (Piauí) 2.º Santana de Parnaíba (São Paulo) |
| Barão da Passagem            | 3 de março de 1868                           | Delfim Carlos de Carvalho                                                            | Passagem de Humaitá (Guerra do Paraguai)                 |
| Barão de Passé               | 11 de setembro de 1843 2 de junho de 1862    | Antônio da Rocha Pita Argolo Francisco Antônio Rocha Pita e Argolo                   | Passé (Bahia)                                            |
| Barão do Passeio Público     | 24 de outubro de 1829                        | José de Oliveira Barbosa                                                             | Bairro da Lapa (Rio de Janeiro)                          |
| Barão de Passos              | 17 de maio de 1871                           | Jerônimo de Melo Pereira e Sousa                                                     | Passos (Minas Gerais)                                    |
| Barão de Pati do Alferes     | 12 de outubro de 1825 15 de dezembro de 1832 | Francisco Maria Gordilho Veloso de Barbuda Francisco Peixoto de Lacerda Werneck      | Pati do Alferes (Rio de Janeiro)                         |
| Barão de Patrocínio          | 10 de agosto de 1889                         | Joaquim Antônio de Sousa Rabelo                                                      | Patrocínio (Minas Gerais)                                |
| Barão de Pedra Branca        | 12 de outubro de 1825                        | Domingos Borges de Barros                                                            |                                                          |
| Barão de Pedra Negra         | 20 de agosto de 1889                         | Manuel Gomes Vieira                                                                  |                                                          |
| Barão de Pedro Afonso        | 31 de agosto de 1889                         | Pedro Afonso Franco                                                                  | antroponímico                                            |
| Barão de Pelotas             | 12 de outubro de 1825                        | Patrício José Correia da Câmara                                                      | Pelotas (Rio Grande do Sul)                              |
| Barão de Penalva             | 8 de junho de 1870                           | Antônio Augusto de Barros e Vasconcelos                                              | Penalva (Maranhão)                                       |
| Barão de Penedo              | 29 de julho de 1864                          | Francisco Inácio de Carvalho Moreira                                                 | Penedo (Alagoas)                                         |
| Barão de Penha               | 10 de junho de 1874                          | João de Sousa da Fonseca Costa                                                       |                                                          |
| Barão de Pereira de Barros   | 20 de agosto de 1889                         | Jordão Pereira de Barros                                                             | antroponímico                                            |
| Barão de Pereira Franco      | 20 de junho de 1888                          | Luís Antônio Pereira Franco                                                          | antroponímico                                            |
| Barão de Petrolina           | 21 de outubro de 1882                        | Bernardino de Senna Pontual                                                          | Petrolina                                                |
| Barão de Petrópolis          | 7 de março de 1866                           | Manuel de Valadão Pimentel                                                           | Petrópolis (Rio de Janeiro)                              |
| Barão de Piabanha            | 2 de dezembro de 1854                        | Hilário Joaquim de Andrade                                                           | Rio Piabanha (Rio de Janeiro)                            |
| Barão de Piaçabuçu           | 5 de outubro de 1889                         | João Machado de Novais Melo                                                          | Piaçabuçu (Alagoas)                                      |
| Barão de Pilar               | 16 de maio de 1851                           | José Pedro da Mota Saião                                                             |                                                          |
| Barão de Pindamonhangaba     | 5 de novembro de 1846 6 de julho de 1867     | Manuel Marcondes de Oliveira Melo Francisco Marcondes Homem de Melo                  | Pindamonhangaba (São Paulo)                              |
| Barão de Pindaré             | 2 de dezembro de 1854                        | Antônio Pedro da Costa Ferreira                                                      | Rio Pindaré (Maranhão)                                   |
| Barão do Pinhal              | 19 de julho de 1879                          | Antônio Carlos de Arruda Botelho                                                     | São Carlos do Pinhal (São Paulo)                         |
| Barão de Pinho Borges        | 20 de julho de 1889                          | Francisco de Pinho Borges                                                            | antroponímico                                            |
| Barão de Pinto Lima          | 8 de agosto de 1888                          | Francisco Xavier Pinto de Lima                                                       | antroponímico                                            |
| Barão de Piracicaba          | 2 de dezembro de 1854 31 de dezembro de 1888 | Antônio Pais de Barros Rafael Tobias de Barros                                       | Piracicaba (São Paulo)                                   |
| Barão de Piracicamirim       | 25 de setembro de 1889                       | Antônio de Barros Ferrás                                                             |                                                          |
| Barão de Piraí               | 18 de julho de 1841                          | José Gonçalves de Morais                                                             | Piraí (Rio de Janeiro)                                   |
| Barão de Pirajá              | 5 de abril de 1826 25 de março de 1849       | Joaquim Pires de Carvalho e Albuquerque José Joaquim Pires de Carvalho e Albuquerque | Batalha de Pirajá (Independência do Brasil)              |
| Barão de Piranji             | 18 de outubro de 1873                        | Francisco Antônio de Barros e Silva                                                  | Rio Piranji (Ceará)                                      |
| Barão de Pirapama            | janeiro de 1861                              | Manuel Inácio Cavalcanti de Lacerda                                                  | Rio Pirapama (Pernambuco)                                |
| Barão de Pirapitinga         | 30 de outubro de 1872                        | João Caldas Viana Filho                                                              | Rio Pirapetinga (Rio de Janeiro)                         |
| Barão de Pirapitingui        | 7 de maio de 1887                            | José Guedes de Sousa                                                                 | Itu (São Paulo)                                          |
| Barão de Piraquara           | 14 de março de 1855 8 de março de 1880       | Gregório de Castro Morais e Sousa José Maria Lopes da Costa                          | Piraquara                                                |
| Barão de Piraçununga         | 6 de dezembro de 1850                        | Joaquim Henrique de Araújo                                                           | Piraçununga                                              |
| Barão de Piratini            | 2 de dezembro de 1854                        | João Francisco Vieira Braga                                                          | Piratini (Rio Grande do Sul)                             |
| Barão de Piratininga         | 13 de novembro de 1872                       | Antônio Joaquim da Rosa                                                              | Piratininga (São Paulo)                                  |
| Barão de Pitangui            | 11 de outubro de 1848 16 de janeiro de 1861  | Marcelino José Ferreira Armond Honório Augusto José Ferreira Armond                  | Pitangui (Minas Gerais)                                  |
| Barão de Piui                | 27 de junho de 1888                          | João Marciano de Faria Pereira                                                       | Piumhi (Minas Gerais)                                    |
| Barão de Poconé              | 4 de dezembro de 1861                        | Manuel Nunes da Cunha                                                                | Poconé (Mato Grosso)                                     |
| Barão de Pojuca              | 17 de março de 1883                          | José Freire de Carvalho                                                              | Pojuca (Bahia)                                           |
| Barão de Pontal              | 30 de novembro de 1866 11 de janeiro de 1873 | Manuel Inácio de Melo e Sousa Antônio Luís de Azevedo                                |                                                          |
| Barão de Ponte Alta          | 19 de julho de 1879                          | Antônio Elói Casemiro de Araújo                                                      | Ponte Alta (Minas Gerais)                                |
| Barão de Ponte Nova          | 25 de setembro de 1889                       | José Joaquim de Andrade Reis                                                         | Ponte Nova (Minas Gerais)                                |
| Barão de Ponte Ribeiro       | 11 de abril de 1873                          | Duarte da Ponte Ribeiro                                                              | antroponímico                                            |
| Barão de Porto Alegre        | 3 de março de 1852                           | Manuel Marques de Sousa                                                              | Porto Alegre (Rio Grande do Sul)                         |
| Barão de Porto Feliz         | 6 de novembro de 1867                        | Cândido José de Campos Ferraz                                                        | Porto Feliz (São Paulo)                                  |
| Barão de Porto Novo          | 14 de abril de 1883                          | Luís de Sousa Brandão                                                                | Porto Novo (Minas Gerais)                                |
| Barão de Porto Seguro        | 24 de julho de 1872                          | Francisco Adolfo de Varnhagen                                                        | Porto Seguro (Bahia)                                     |
| Barão de Potenji             | 17 de junho de 1882                          | Inácio da América Pinheiro                                                           |                                                          |
| Barão de Pouso Alegre        | 15 de junho de 1881                          | Antônio Rodrigues Pereira                                                            | Pouso Alegre (Minas Gerais)                              |
| Barão de Pouso Alto          | 11 de outubro de 1848                        | Francisco Teodoro da Silva                                                           |                                                          |
| Barão de Pouso Frio          | 25 de agosto de 1889                         | Mariano José de Oliveira e Costa                                                     | Fazenda Pouso Frio (São Paulo)                           |
| Barão de Prados              | 30 de março de 1861                          | Camilo Maria Ferreira Armond                                                         |                                                          |
| Barão de Propriá             | 14 de março de 1860                          | José da Trindade Prado                                                               | Propriá (Sergipe)                                        |

## Q
| Título                | Data de criação                          | Titulares                                                 | Topônimo associado                       |
| Barão de Quaraim      | 14 de março de 1855                      | Pedro Rodrigues Fernandes Chaves                          | Quaraim (Rio Grande do Sul)              |
| Barão de Quartim      | 16 de fevereiro de 1884                  | Antônio Tomás Quartim Júnior                              | antroponímico                            |
| Barão de Queluz       | 18 de outubro de 1829 24 de maio de 1873 | João Tavares Maciel da Costa Joaquim Lourenço Baeta Neves | Queluz (Minas Gerais) Queluz (São Paulo) |
| Barão de Quiçamã      | 18 de março de 1883                      | João Caetano Carneiro da Silva                            | Quissamã (Rio de Janeiro)                |
| Barão de Quixeramobim | 12 de outubro de 1825                    | Pedro Dias Pais Leme                                      | Quixeramobim (Ceará)                     |

## R
| Título                      | Data de criação                                                     | Titulares                                                                                 | Topônimo associado                  |
| Barão de Ramalho            | 25 de maio de 1887                                                  | Joaquim Inácio Ramalho                                                                    | antroponímico                       |
| Barão de Ramiz              | 18 de junho de 1888                                                 | Benjamin Franklin Ramiz Galvão                                                            | antroponímico                       |
| Barão de Resende            | 7 de maio de 1887                                                   | Estêvão Ribeiro de Sousa Resende                                                          | antroponímico                       |
| Barão de Retiro             | 11 de agosto de 1887                                                | Geraldo Augusto de Resende                                                                |                                     |
| Barão de Ribeirão           | 22 de junho de 1867                                                 | José de Avelar e Almeida                                                                  |                                     |
| Barão de Ribeirão Vermelho  | 25 de setembro de 1889                                              | Antônio Torquato Teixeira                                                                 | Ribeirão Vermelho (Minas Gerais)    |
| Barão de Ribeiro de Almeida | 23 de dezembro de 1887 1 de fevereiro de 1889                       | Joaquim Leite Ribeiro de Almeida João Ribeiro de Almeida                                  | antroponímico                       |
| Barão de Ribeiro de Sá      | 18 de abril de 1882                                                 | Miguel Ribeiro de Sá                                                                      | antroponímico                       |
| Barão de Ribeiro Fundo      | 3 de agosto de 1889                                                 | Francisco Libânio de Sá Fortes                                                            |                                     |
| Barão de Rifaína            | 17 de setembro de 1888                                              | Vicente de Paula Vieira                                                                   | Sacramento (Minas Gerais)           |
| Barão de Rimes              | 30 de janeiro de 1886                                               | Manuel Antônio Cláudio Rimes                                                              | antroponímico                       |
| Barão do Rio Apa            | 30 de março de 1889                                                 | Antônio Eneias Gustavo Galvão                                                             | Rio Apa (Mato Grosso do Sul)        |
| Barão do Rio Bonito         | 6 de outubro de 1841 25 de março de 1854 13 de agosto de 1873       | Joaquim José Pereira de Faro João Pereira Darrigue de Faro José Pereira de Faro           | Rio Bonito (Rio de Janeiro)         |
| Barão do Rio Branco         | 30 de maio de 1888                                                  | José Maria da Silva Paranhos Júnior                                                       |                                     |
| Barão de Rio Claro          | 25 de março de 1849                                                 | Antônio Manuel de Freitas                                                                 | Rio Claro (Rio de Janeiro)          |
| Barão de Rio das Contas     | 12 de outubro de 1825 30 de maio de 1888                            | Francisco Vicente Viana Pedro Munis Barreto de Aragão                                     | Rio das Contas (Bahia)              |
| Barão do Rio Doce           | 29 de fevereiro de 1872                                             | Antônio José Gonçalves Fontes                                                             | Rio Doce                            |
| Barão do Rio das Flores     | 3 de abril de 1867 14 de agosto de 1886                             | José Vieira Machado da Cunha Misael Vieira Machado da Cunha                               | Rio das Flores                      |
| Barão do Rio Formoso        | 3 de dezembro de 1854 18 de janeiro de 1882 9 de novembro de 1867   | Manuel Tomás Rodrigues Campelo Presciliano de Barros Acioli Lins Francisco de Caldas Lins | Rio Formoso (Pernambuco)            |
| Barão de Rio Fundo          | 2 de setembro de 1859                                               | Inácio Borges de Barros                                                                   | Rio Fundo (Bahia)                   |
| Barão de Rio Grande         | 30 de novembro de 1866                                              | José de Araújo Ribeiro                                                                    | Rio Grande (Rio Grande do Sul       |
| Barão do Rio Negro          | 15 de maio de 1867                                                  | Manuel Gomes de Carvalho Filho                                                            | Rio Negro                           |
| Barão do Rio Novo           | 9 de junho de 1856 20 de agosto de 1889                             | José Antônio Barroso de Carvalho José Augusto de Resende                                  | Rio Novo (Minas Gerais)             |
| Barão do Rio do Ouro        | 24 de março de 1881                                                 | Brás Pereira Nunes                                                                        | Rio do Ouro (bairro) Rio de Janeiro |
| Barão de Rio Pardo          | 12 de outubro de 1825 28 de dezembro de 1872 23 de dezembro de 1887 | Tomás Joaquim Pereira Valente Joaquim Honório de Campos Antônio José Correia              | Rio Pardo (Rio Grande do Sul)       |
| Barão do Rio Pomba          | 3 de agosto de 1889                                                 | Antônio Teixeira de Carvalho                                                              | Rio Pomba                           |
| Barão do Rio da Prata       | 12 de outubro de 1826                                               | Rodrigo Pinto Guedes                                                                      | Rio da Prata                        |
| Barão de Rio Preto          | 6 de dezembro de 1854 23 de setembro de 1874                        | Domingos Custódio Guimarães Domingos Custódio Guimarães Filho                             | Rio Preto                           |
| Barão do Rio Real           | 14 de setembro de 1859 18 de fevereiro de 1888                      | José Dantas de Itapicuru João Gualberto Dantas                                            | Rio Real                            |
| Barão do Rio das Velhas     | 25 de abril de 1867                                                 | Francisco de Paula Fonseca Viana                                                          | Rio das Velhas                      |
| Barão do Rio Verde          | 11 de outubro de 1848                                               | João Antônio de Lemos                                                                     | Rio Verde (Minas Gerais)            |
| Barão do Rio Vermelho       | 2 de dezembro de 1854                                               | José Félix da Cunha Meneses                                                               | Rio Vermelho                        |
| Barão de Romeiro            | 31 de janeiro de 1877                                               | Manuel Inácio Marcondes Romeiro                                                           | antroponímico                       |
| Barão de Rosário            | 5 de maio de 1889                                                   | João José do Rosário                                                                      | antroponímico                       |

## S
| Título                            | Data de criação                                                 | Titulares                                                                                      | Topônimo associado                                   |  |
| Barão de Sabará                   | 11 de março de 1843                                             | Manuel Antônio Pacheco                                                                         | Sabará                                               |  |
| Barão de Saboia                   | 6 de fevereiro de 1888                                          | Vicente Cândido Figueira de Saboia                                                             | antroponímico                                        |  |
| Barão de Saí                      | 1 de julho de 1861                                              | Luís Fernandes Monteiro                                                                        |                                                      |  |
| Barão de Saicã                    | 28 de agosto de 1866                                            | José Maria da Gama Lobo d'Eça                                                                  | Saicã (Rio Grande do Sul)                            |  |
| Barão de Salgado Zenha            | 20 de julho de 1889                                             | Manuel de Salgado Zenha                                                                        | antroponímico                                        |  |
| Barão de Salto                    | 14 de maio de 1883                                              | Antônio José Dias Carneiro                                                                     |                                                      |  |
| Barão de Sampaio Viana            | 5 de maio de 1889                                               | Carlos Américo de Sampaio Viana                                                                | antroponímico                                        |  |
| Barão de Santa Alda               | 29 de novembro de 1886                                          | Lucas Antônio Monteiro de Barros                                                               | Fazenda Santa Alda (Minas Gerais)                    |  |
| Barão de Santa Bárbara            | 3 de agosto de 1889                                             | João Evangelista de Almeida Ramos                                                              |                                                      |  |
| Barão de Santa Branca             | 11 de setembro de 1854 23 de dezembro de 1887                   | Francisco Lopes Chaves                                                                         | Santa Branca (São Paulo)                             |  |
| Barão de Santa Cecília            | 10 de julho de 1874                                             | Francisco Rodrigues Pereira de Queirós                                                         |                                                      |  |
| Barão de Santa Clara              | 28 de dezembro de 1872 10 de junho de 1882                      | Manuel Francisco Albernaz Carlos Teodoro de Sousa Fortes                                       |                                                      |  |
| Barão de Santa Eugênia            | 3 de outubro de 1889                                            | Luís Manuel Monteiro                                                                           |                                                      |  |
| Barão de Santa Eulália            | 22 de fevereiro de 1888                                         | Antônio Rodrigues de Azevedo Ferreira                                                          |                                                      |  |
| Barão de Santa Fé                 | 13 de fevereiro de 1875                                         | José Rodrigues Alves Barbosa                                                                   |                                                      |  |
| Barão de Santa Filomena           | 2 de outubro de 1889                                            | José Lustosa da Cunha                                                                          | Santa Filomena (Piauí)                               |  |
| Barão de Santa Helena             | 13 de dezembro de 1876                                          | José Joaquim Monteiro da Silva                                                                 |                                                      |  |
| Barão de Santa Isabel             | 17 de novembro de 1851 14 de março de 1872                      | Antônio Dinis da Costa Guimarães Luís da Cunha Feijó                                           |                                                      |  |
| Barão de Santa Justa              | 30 de novembro de 1866 28 de junho de 1876 10 de abril de 1886  | Jacinto Alves Barbosa Francisco Alves Barbosa José Alves da Silveira Barbosa                   | Fazenda em Rio das Flores (Rio de Janeiro)           |  |
| Barão de Santa Luzia              | 18 de julho de 1841 15 de novembro de 1846                      | Manuel Ribeiro Viana Quintiliano Rodrigues da Rocha Franco                                     |                                                      |  |
| Barão de Santa Mafalda            | 13 de setembro de 1876                                          | José Maria de Cerqueira Vale                                                                   |                                                      |  |
| Barão de Santa Margarida          | 21 de julho de 1887                                             | Fernando Vidal Leite Ribeiro                                                                   |                                                      |  |
| Barão de Santa Maria              | 17 de maio de 1871                                              | Nicolau Neto Carneiro Leão                                                                     |                                                      |  |
| Barão de Santa Maria Madalena     | 29 de setembro de 1883]                                         | José Joaquim da Silva Freire                                                                   | Santa Maria Madalena (Rio de Janeiro)                |  |
| Barão de Santa Marta              | 20 de agosto de 1889                                            | Luís Maria Piquet                                                                              |                                                      |  |
| Barão de Santa Mônica             | 1 de abril de 1882                                              | Francisco Nicolau Carneiro Nogueira da Costa e Gama                                            |                                                      |  |
| Baronesa de Santana               | 20 de junho de 1861 13 de setembro de 1874                      | Maria José de Santana Rosa de Santana Lopes                                                    | antroponímico                                        |  |
| Barão de Santana do Livramento    | 8 de junho de 1870                                              | Vasco Alves Pereira                                                                            | Santana do Livramento (Rio Grande do Sul)            |  |
| Barão de Santarém                 | 17 de maio de 1871                                              | Miguel Antônio Pinto Guimarães                                                                 | Santarém (Pará)                                      |  |
| Barão de Santa Rita               | 15 de abril de 1847 19 de julho de 1879                         | Manuel Antônio Ribeiro de Castro José Ribeiro de Castro                                        | Santa Rita da Lagoa de Cima (Rio de Janeiro)         |  |
| Barão de Santa Rosa               | 24 de março de 1883                                             | Joaquim Raimundo Nunes Belford                                                                 | Fazenda em em Itapecuru-Mirim (Maranhão)             |  |
| Barão de Santa Tecla              | 30 de janeiro de 1886                                           | Joaquim da Silva Tavares                                                                       |                                                      |  |
| Barão de Santa Vitória            | 2 de setembro de 1874                                           | Manuel Afonso de Freitas Amorim                                                                |                                                      |  |
| Barão de Santiago                 | 17 de maio de 1871                                              | Domingos Américo da Silva                                                                      |                                                      |  |
| Barão de Santo André              | 14 de abril de 1883                                             | José de Amorim Salgado                                                                         |                                                      |  |
| Barão de Santo Ângelo             | 21 de maio de 1874                                              | Manuel de Araújo Porto-Alegre                                                                  | Santo Ângelo (Rio Grande do Sul)                     |  |
| Barão de Santo Antônio            | 15 de abril de 1882                                             | Antônio Pinto de Oliveira                                                                      |                                                      |  |
| Barão de Santo Antônio da Barra   | 10 de agosto de 1889                                            | José Egídio de Moura Albuquerque                                                               | Santo Antônio da Barra (Bahia)                       |  |
| Barão de São Bento                | 2 de julho de 1853                                              | Francisco Mariano de Viveiros Sobrinho                                                         | São Bento (Maranhão)                                 |  |
| Barão de São Borja                | 18 de maio de 1870                                              | Victorino José Carneiro Monteiro                                                               | São Borja (Rio Grande do Sul)                        |  |
| Barão de São Brás                 | 17 de maio de 1871                                              | Brás Carneiro Leão                                                                             | antroponímico                                        |  |
| Barão de São Carlos               | [28 de agosto de 1877                                           | Carlos Pereira Nunes                                                                           | Paraíba do Sul (Rio de Janeiro)                      |  |
| Barão de São Clemente             | 20 de julho de 1863 10 de agosto de 1889                        | Antônio Clemente Pinto Filho Antônio Clemente Pinto Neto                                       |                                                      |  |
| Barão de São Diogo                | 18 de dezembro de 1873                                          | Diogo Teixeira de Macedo                                                                       |                                                      |  |
| Barão de São Félix                | 11 de dezembro de 1875                                          | Antônio Félix Martins                                                                          |                                                      |  |
| Barão de São Fidélis              | 10 de julho de 1867                                             | Antônio Joaquim da Silva Pinto                                                                 |                                                      |  |
| Barão de São Francisco            | 1 de dezembro de 1824 18 de outubro de 1829 24 de março de 1881 | Joaquim Inácio de Siqueira Bulcão José de Araújo Aragão Bulcão Antônio de Araújo Aragão Bulcão | São Francisco do Conde (Bahia)                       |  |
| Barão de São Francisco da Glória  | 25 de setembro de 1889                                          | Luciano de Sousa Guimarães                                                                     |                                                      |  |
| Barão de São Francisco das Chagas | 10 de agosto de 1889                                            | Manoel Joaquim Cabral de Mello                                                                 | Rio Paranaíba (Minas Gerais)                         |  |
| Barão de São Francisco de Paula   | 31 de outubro de 1889                                           | Joaquim José do Rosário                                                                        |                                                      |  |
| Barão de São Gabriel              | 18 de julho de 1841 18 de fevereiro de 1865                     | João de Deus Mena Barreto João Propício Mena Barreto                                           | São Gabriel (Rio Grande do Sul)                      |  |
| Barão de São Geraldo              | 15 de junho de 1881                                             | Joaquim José Álvares dos Santos Silva                                                          |                                                      |  |
| Barão de São Gonçalo              | 19 de março de 1849                                             | Belarmino Ricardo de Siqueira                                                                  | São Gonçalo (Rio de Janeiro)                         |  |
| Barão de São Jacó                 | 14 de abril de 1883                                             | Diniz Dias                                                                                     |                                                      |  |
| Barão de São João da Barra        | 25 de março de 1849 24 de março de 1881                         | José Alves Rangel Francisco José Alves Rangel                                                  | São João da Barra (Rio de Janeiro)                   |  |
| Barão de São João das Duas Barras | 12 de outubro de 1825                                           | Joaquim Xavier Curado                                                                          | Duas Barras (Rio de Janeiro)                         |  |
| Barão de São João de Icaraí       | 14 de março de 1867                                             | Constantino Pereira de Barros                                                                  | Icaraí (Niterói) (Rio de Janeiro)                    |  |
| Barão de São João del-Rei         | 13 de setembro de 1871                                          | Eduardo Ernesto Pereira da Silva                                                               | São João del-Rei (Minas Gerais)                      |  |
| Barão de São João do Príncipe     | 25 de março de 1834                                             | Ananias de Oliveira e Sousa                                                                    | São João do Príncipe (Rio de Janeiro)                |  |
| Barão de São João do Rio Claro    | 26 de novembro de 1858                                          | Amador Rodrigues de Lacerda Jordão                                                             |                                                      |  |
| Barão de São João Nepomuceno      | 15 de julho de 1881                                             | Pedro Alcântara Cerqueira Leite                                                                | São João Nepomuceno (Minas Gerais)                   |  |
| Barão de São Joaquim              | 5 de julho de 1888                                              | José Francisco Bernardes                                                                       |                                                      |  |
| Barão de São José                 | 27 de outubro de 1867 11 de outubro de 1876                     | José Gomes de Oliveira Lima José Inácio da Silva Pinto                                         | santo antroponímico                                  |  |
| Barão de São José da Lagoa        | 10 de agosto de 1889                                            | João Gualberto Martins da Costa                                                                | São José da Lagoa (Minas Gerais)                     |  |
| Barão de São José del-Rei         | 7 de fevereiro de 1885                                          | Gabriel Antônio Monteiro de Barros                                                             | São José das Três Ilhas (Minas Gerais)               |  |
| Barão de São José do Norte        | 9 de maio de 1877                                               | Eufrásio Lopes de Araújo                                                                       | São José do Norte (Rio Grande do Sul                 |  |
| Baronesa de São José do Rio Preto | 1 de abril de 1882                                              | Inês de Castro Monteiro da Silva                                                               | São José do Rio Preto (São Paulo)                    |  |
| Barão de São Judas                | 15 de abril de 1830 30 de julho de 1895                         | Giuseppe Maiellaro                                                                             | Roma (Itália) / São Paulo (Brasil)                   |  |
| Barão de São Lourenço             | 14 de março de 1860                                             | Francisco Gonçalves Martins                                                                    |                                                      |  |
| Barão de São Lucas                | 24 de agosto de 1889                                            | Pedro Pereira de Escobar                                                                       |                                                      |  |
| Barão de São Luís                 | 23 de outubro de 1861 5 de julho de 1884                        | Paulo Gomes Ribeiro de Avelar Leopoldo Antunes Maciel                                          |                                                      |  |
| Barão de São Marcelino            | 3 de agosto de 1889                                             | Marcelino de Assis Tostes                                                                      | São Marcelino                                        |  |
| Baronesa de São Mateus            | 17 de julho de 1872                                             | Francisca Maria do Vale de Abreu e Melo                                                        |                                                      |  |
| Barão de São Miguel               | 19 de agosto de 1888                                            | Paulino de Araújo Góis                                                                         |                                                      |  |
| Barão de São Nicolau              | 8 de abril de 1879                                              | Leopoldo Augusto da Câmara Lima                                                                |                                                      |  |
| Barão de São Roberto              | 3 de agosto de 1889                                             | Quintiliano Alves Ferreira                                                                     | Gouveia (Minas Gerais)                               |  |
| Barão de São Romão                | 19 de julho de 1889                                             | José Eleutério de Sousa                                                                        |                                                      |  |
| Barão de São Roque                | 21 de dezembro de 1871                                          | Antônio Moreira de Castilho                                                                    | São Roque (São Paulo)                                |  |
| Barão de São Salvador de Campos   | 20 de junho de 1887                                             | Albino Rodrigues de Alvarenga                                                                  |                                                      |  |
| Barão de São Sepé                 | 20 de agosto de 1889                                            | Luís José Pereira de Carvalho                                                                  |                                                      |  |
| Barão de São Tomé                 | 25 de setembro de 1872                                          | Francisco Gonçalves Penha                                                                      | São Thomé das Letras (Minas Gerais)                  |  |
| Baronesa de São Vicente de Paula  | 11 de abril de 1888                                             | Ana Gregória Gusmão de Miranda Pinto                                                           | (Vitória)                                            |  |
| Barão de São Vítor                | 31 de julho de 1882                                             | Vítor Guilherme Resse                                                                          |                                                      |  |
| Barão de Sapucaia                 | 24 de março de 1876                                             | Manuel Antônio Airosa                                                                          |                                                      |  |
| Barão de Saquarema                | 22 de junho de 1867                                             | José Pereira dos Santos                                                                        |                                                      |  |
| Barão de Saramenha                | 8 de agosto de 1889                                             | Carlos Gabriel de Andrade                                                                      |                                                      |  |
| Barão da Saúde                    | 12 de outubro de 1826 15 de julho de 1888                       | Francisco Manuel de Paula Manuel Dias da Cruz                                                  | Medicina                                             |  |
| Barão de Sauípe                   | 6 de setembro de 1866                                           | João José Leite                                                                                |                                                      |  |
| Barão de Serji                    | 21 de abril de 1870                                             | Francisco Lourenço de Araújo                                                                   |                                                      |  |
| Barão de Serjimirim               | 14 de março de 1860                                             | Antônio da Costa Pinto                                                                         | Rio Sergimirim (Bahia)                               |  |
| Barão de Serra Branca             | 19 de agosto de 1888                                            | Felipe Néri de Carvalho e Silva                                                                | Serra Branca, Santana do Matos (Rio Grande do Norte) |  |
| Barão de Serra Negra              | 17 de maio de 1871                                              | Francisco José da Conceição                                                                    | Piracicaba (São Paulo)                               |  |
| Barão de Sertório                 | 11 de julho de 1888                                             | João Sertório                                                                                  |                                                      |  |
| Barão de Sete Lagoas              | 19 de setembro de 1879                                          | Antônio Cândido da Silva Mascarenhas                                                           |                                                      |  |
| Barão de Silveiras                | 14 de março de 1860                                             | Antônio Tertuliano dos Santos                                                                  |                                                      |  |
| Barão de Simão Dias               | 10 de novembro de 1883                                          | Simão Dias dos Reis                                                                            | antroponímico                                        |  |
| Barão de Sincorá                  | 20 de julho de 1889                                             | Francisco Gomes de Oliveira                                                                    |                                                      |  |
| Barão de Sintra                   | 26 de novembro de 1887                                          | José Joaquim Sintra da Silveira                                                                | antroponímico                                        |  |
| Barão de Sirinhaém                | 11 de dezembro de 1875                                          | Coriolano Veloso da Silveira                                                                   | Sirinhaém (Pernambuco)                               |  |
| Barão de Sobral                   | 19 de janeiro de 1889                                           | José Júlio de Albuquerque Barros                                                               | Sobral (Ceará)                                       |  |
| Barão de Socorro                  | 10 de agosto de 1888                                            | Luís de Sousa Leite                                                                            |                                                      |  |
| Barão da Soledade                 | 2 de dezembro de 1854 10 de abril de 1867                       | Francisca Elisa Xavier José Pereira Viana                                                      |                                                      |  |
| Barão de Solimões                 | 25 de setembro de 1889                                          | Manuel Francisco Machado                                                                       |                                                      |  |
| Barão de Sorocaba                 | 12 de outubro de 1826                                           | Boaventura Delfim Pereira                                                                      | Sorocaba (São Paulo)                                 |  |
| Barão de Soubara                  | 6 de setembro de 1866                                           | José Joaquim Barreto                                                                           |                                                      |  |
| Barão de Sousa                    | 31 de julho de 1867                                             | Francisco José Brandão de Sousa                                                                | antroponímico                                        |  |
| Barão de Sousa Fontes             | 28 de setembro de 1882                                          | José Ribeiro de Sousa Fontes                                                                   | antroponímico                                        |  |
| Barão de Sousa Leão               | 18 de maio de 1889                                              | Inácio Joaquim de Sousa Leão                                                                   | antroponímico                                        |  |
| Barão de Sousa Lima               | 23 de maio de 1883                                              | José Antônio de Sousa Lima                                                                     | antroponímico                                        |  |
| Barão de Sousa Queirós            | 14 de outubro de 1874                                           | Francisco Antônio de Sousa Queirós                                                             | antroponímico                                        |  |
| Barão de Sousel                   | 12 de outubro de 1825                                           | Manuel Antônio Farinha                                                                         |                                                      |  |
| Barão de Suaçuna                  | 18 de julho de 1841 16 de fevereiro de 1889                     | Francisco de Paula Cavalcanti de Albuquerque Henrique Marques de Holanda Cavalcanti            |                                                      |  |
| Barão de Subaé                    | 6 de setembro de 1866                                           | Francisco Moreira de Carvalho                                                                  |                                                      |  |
| Barão de Suruí                    | 2 de dezembro de 1854                                           | Manuel da Fonseca Lima e Silva                                                                 |                                                      |  |

## T
| Título                           | Data de criação                             | Titulares                                              | Topônimo associado                   |
| Barão de Tabatinga               | 3 de abril de 1867                          | Domingos Francisco de Sousa Leão                       | Engenho Tabatinga, Cabo (Pernambuco) |
| Barão de Tacaruna                | 22 de fevereiro de 1873                     | Manuel Antônio dos Passos e Silva                      |                                      |
| Barão de Taitinga                | 17 de maio de 1872                          | Antônio Francisco Tinta                                |                                      |
| Barão de Tamandaré               | 14 de março de 1860                         | Joaquim Marques Lisboa                                 | Tamandaré (Pernambuco)               |
| Barão de Tapajós                 | 19 de agosto de 1888                        | José Caetano Correia                                   |                                      |
| Barão de Taquara                 | 21 de outubro de 1882                       | Francisco Pinto da Fonseca Teles                       | Engenho da Taquara, Jacarepaguá      |
| Barão de Taquaretinga            | 16 de dezembro de 1882                      | Manuel Freire Barbosa da Silva                         |                                      |
| Barão de Taquari                 | 25 de março de 1845 24 de março de 1871     | Manuel Jorge Rodrigues José Antônio Calasans Rodrigues |                                      |
| Barão de Tatuí                   | 19 de agosto de 1879                        | Francisco Xavier Pais de Barros                        | Tatuí                                |
| Barão de Taubaté                 | 18 de julho de 1877                         | Antônio Vieira de Oliveira Neves                       | Taubaté (São Paulo)                  |
| Barão de Tefé                    | 11 de junho de 1873                         | Antônio Luís von Hoonholtz                             | Tefé (Amazonas)                      |
| Barão de Teresópolis             | 23 de setembro de 1874                      | Francisco Ferreira de Abreu                            | Teresópolis                          |
| Barão de Thomsen                 | 28 de junho de 1876                         | Cristiano Thomsen                                      | antroponímico                        |
| Barão de Tibaji                  | 4 de agosto de 1858                         | José Caetano de Oliveira                               |                                      |
| Barão de Tietê                   | 2 de dezembro de 1854                       | José Manuel da Silva                                   | Tietê (São Paulo)                    |
| Barão de Timbaúba                | 20 de julho de 1889                         | Feliciano Cavalcanti da Cunha Rego                     |                                      |
| Barão de Timbó                   | 11 de junho de 1888                         | João José de Oliveira Leite                            | Esplanada (Bahia)                    |
| Barão de Timboí                  | 16 de setembro de 1874                      | Olinto Gomes dos Santos Paiva                          |                                      |
| Barão do Tinguá                  | 11 de outubro de 1848 27 de janeiro de 1883 | Pedro Correia e Castro Francisco Pinto Duarte          | Serra do Tinguá (Rio de Janeiro)     |
| Barão de Toropi                  | 16 de maio de 1888                          | Antônio Cândido de Melo                                |                                      |
| Barão de Torre de Garcia d'Ávila | 1 de dezembro de 1822                       | Antônio Joaquim Pires de Carvalho e Albuquerque        |                                      |
| Barão Torres Homem               | 14 de julho de 1887                         | João Vicente Torres Homem                              | antroponímico                        |
| Barão de Tracunhaém              | 22 de fevereiro de 1873                     | João Cavalcanti Maurício Wanderley                     | Tracunhaém, Pernambuco               |
| Barão de Traipu                  | 24 de novembro de 1888                      | Manuel Gomes Ribeiro                                   |                                      |
| Barão de Tramandaí               | 14 de março de 1855                         | Antero José Ferreira de Brito                          | Tramandaí (Rio Grande do Sul         |
| Barão de Traripe                 | 14 de março de 1860                         | Luís Manuel de Oliveira Mendes                         |                                      |
| Barão de Tremembé                | 7 de maio de 1887                           | José Francisco Monteiro                                | Tremembé (São Paulo)                 |
| Barão de Três Barras             | 19 de outubro de 1867                       | José Ildefonso de Sousa Ramos                          |                                      |
| Barão de Três Ilhas              | 7 de outubro de 1874                        | José Bernardino de Barros                              |                                      |
| Barão de Três Rios               | 14 de julho de 1872                         | Joaquim Egídio de Sousa Aranha                         |                                      |
| Barão de Três Serros             | 26 de julho de 1884                         | Aníbal Antunes Maciel                                  |                                      |
| Barão do Triunfo                 | 19 de outubro de 1867                       | Joaquim de Andrade Neves                               | Vitórias na Guerra do Paraguai       |
| Barão de Tromaí                  | 29 de setembro de 1883                      | Luís Antônio de Oliveira Junior                        | Rio Tromaí (Maranhão)                |
| Barão de Turiaçu                 | 2 de dezembro de 1854                       | Manuel de Sousa Pinto de Magalhães                     | Rio Turiaçu (Maranhão)               |
| Barão de Turvo                   | 1 de agosto de 1860                         | José Gomes de Sousa Portugal                           | São José do Turvo (Rio de Janeiro)   |

## U
| Título              | Data de criação                            | Titulares                                       | Topônimo associado                                 |
| Barão de Ubá        | 12 de outubro de 1828                      | João Rodrigues Pereira de Almeida               | fazenda em Vassouras (Rio de Janeiro)              |
| Barão do Una        | 14 de agosto de 1867                       | José Antônio Lopes                              | Rio Una (Pernambuco)                               |
| Barão do Upacaraí   | 8 de abril de 1879                         | Demétrio José Xavier                            | Rio Upacaraí (Rio Grande do Sul)                   |
| Barão de Uruçuí     | 2 de outubro de 1889                       | João da Cruz e Santos                           | Rio Uruçuí-Preto (Piauí)                           |
| Barão de Uruguaiana | 16 de janeiro de 1867                      | Ângelo Moniz da Silva Ferraz                    | Uruguaiana (Rio Grande do Sul)                     |
| Barão de Ururaí     | 15 de abril de 1847 19 de setembro de 1879 | João Carneiro da Silva Manuel Carneiro da Silva | distrito de Campos dos Goytacazes (Rio de Janeiro) |
| Barão de Utinga     | 14 de março de 1860 30 de maio de 1888     | Henrique Marques Lins Florismundo Marques Lins  | Utinga (Bahia)                                     |

## V
| Título                             | Data de criação                               | Titulares                                                      | Topônimo associado                   |
| Barão de Val Formoso               | 25 de março de 1888                           | Leocádio Gomes Franklin                                        |                                      |
| Barão de Valença                   | 12 de outubro de 1825 17 de junho de 1882     | Estêvão Ribeiro de Resende Pedro Ribeiro de Sousa Resende      | Valença (Rio de Janeiro)             |
| Barão de Vargem Alegre             | 19 de dezembro de 1866 16 de agosto de 1882   | Matias Gonçalves de Oliveira Roxo Luís Otávio de Oliveira Roxo | Fazenda em Piraí (Rio de Janeiro)    |
| Barão de Varginha                  | 27 de junho de 1888                           | Joaquim Elói Mendes                                            | Varginha (Minas Gerais)              |
| Barão de Vassouras                 | 17 de maio de 1871                            | Francisco José Teixeira Leite                                  | Vassouras (Rio de Janeiro)           |
| Barão de Vera Cruz                 | 14 de março de 1860                           | Manuel Joaquim Carneiro da Cunha                               |                                      |
| Barão de Vergueiro                 | 19 de julho de 1879                           | Nicolau José de Campos Vergueiro                               | antroponímico                        |
| Barão de Viamão                    | 17 de maio de 1871                            | Hilário Pereira Fortes                                         | Viamão (Rio Grande do Sul)           |
| Barão de Viana                     | 8 de outubro de 1864                          | Francisco Vicente Viana Filho                                  | antroponímico                        |
| Barão de Vidal                     | 16 de fevereiro de 1889                       | Luís Vidal Leite Ribeiro                                       | antroponímico                        |
| Barão de Vila Bela                 | 15 de fevereiro de 1827 6 de setembro de 1866 | Francisco de Paula Magessi de Carvalho Domingos de Sousa Leão  | Vila Bela (Mato Grosso)              |
| Barão de Vila da Barra             | 15 de novembro de 1876                        | Francisco Bonifácio de Abreu                                   | Vila da Barra (Bahia)                |
| Barão de Vila do Conde             | 18 de outubro de 1871                         | João Gomes Ferreira Veloso                                     |                                      |
| Barão de Vila Flor                 | 28 de janeiro de 1871                         | João Manuel de Sousa                                           |                                      |
| Barão de Vila Franca               | 28 de janeiro de 1875                         | Inácio Francisco Silveira da Mota                              |                                      |
| Barão de Vila Isabel               | 28 de agosto de 1877                          | Francisco Antônio Afonso                                       |                                      |
| Barão de Vila Maria                | 21 de Junho de 1862                           | Joaquim José Gomes da Silva                                    | Vila Maria do Paraguai (Mato Grosso) |
| Barão de Vila Nova de São José     | 14 de outubro de 1825                         | José Fernando Carneiro Leão                                    |                                      |
| Barão de Vila Real da Praia Grande | 12 de outubro de 1824                         | Caetano Pinto de Miranda Montenegro                            |                                      |
| Barão de Vila Velha                | 17 de maio de 1883                            | Joaquim Augusto de Moura                                       | Vila Velha (Bahia)                   |
| Barão de Vila Viçosa               | 26 de abril de 1879                           | Antônio Joaquim Pires de Carvalho e Albuquerque                |                                      |
| Barão de Vista Alegre              | 17 de dezembro de 1881                        | Manuel Pereira de Sousa Barros                                 |                                      |
| Barão de Vitória                   | 14 de março de 1860                           | José Joaquim Coelho                                            |                                      |

## W
| Título           | Data de criação      | Titulares                     | Topônimo associado |
| Barão de Werneck | 24 de agosto de 1882 | José Quirino da Rocha Werneck | antroponímico      |

## Baronatos recusados
Os seguintes títulos foram oferecidos a pessoas que, todavia, não os aceitaram, ou foram recusados após a concessão:
Anulados e modificados
- 2.º barão de Água Branca – concedido a Joaquim Inácio Ramalho aos 7 de maio de 1887, foi posteriormente anulado, sendo concedido, aos 28 de maio do mesmo ano, o título de barão de Ramalho.
- 2.º barão de Fiais – concedido a Pedro Ferreira de Viana Bandeira aos 11 de novembro de 1875, foi posteriormente anulado, sendo concedido, aos 28 de março de 1877, o título de barão de Ferreira Bandeira.
- Barão de Iporanga – concedido a Geraldo Ribeiro de Sousa Resende, aos 19 de junho de 1889, e que, a pedido do nobre, foi modificado para barão de Geraldo de Resende. Ambos os títulos constam nos registros do Cartório de Nobreza e Fidalguia.

Recusados
- Barão de Barra Grande – concedido a Francisco de Lima e Silva, aos 18 de julho de 1841. Apesar de ter sido recusado, o título consta nos registros do Cartório de Nobreza e Fidalguia.
- Barão de Cachoeira – oferecido a Francisco Jê Acaiaba de Montezuma, visconde de Jequitinhonha, por D. Pedro I, foi recusado e não consta nos registros do Cartório de Nobreza e Fidalguia; por isso, não é listado na tabela acima.
- 3.º barão de Campinas – oferecido a José Egídio de Sousa Aranha, filho da viscondessa de Campinas e irmão do marquês de Três Rios. O título foi, posteriormente, oferecido a Joaquim Pinto de Araújo Cintra.

Renunciados
- Barão de Grão-Mogol – concedido a Guálter Martins Pereira, aos 17 de setembro de 1873, foi renunciado publicamente pelo nobre aos 5 de fevereiro de 1888.
- 2.º barão de Rio Formoso – concedido a Prisciano de Barros Accioli Lins, aos 18 de janeiro de 1882, mas que, após o nobre tornar-se republicano, renunciou-o.

## Observações
1. ↑  A lista adota como padrão as normas ortográficas vigentes da língua portuguesa, mesmo que a escrita de alguns títulos difira dos topônimos associados que, por ventura, mantiveram a antiga grafia.
2. ↑  Pereira, Wendel Albert O. (11 de março de 2013). O Almanaque Imperial. [S.l.]: Clube de Autores
3. ↑  Oliveira, Marina Garcia de (28 de março de 2019). «Muitos barões para poucos marqueses: a política e as práticas de nobilitação no Segundo Reinado (1840-1889)». Consultado em 17 de abril de 2023
4. ↑  Em Dicionário das Famílias Brasileiras, este nobre aparece como barão de Monte Verde.
5. ↑  Em algumas obras, o 2.º barão do Rio Novo aparece como "José Ribeiro de Resende".
6. ↑  «Da Atenas Brasileira à Jamaica Brasileira: reflexões sobre processos de construção de identidades culturais da capital maranhense.» (PDF)
7. ↑  Teffé, Tetrá de (1977). Barão de Teffé, militar e cientista, biografia do Almirante Antônio Luiz von Hoonholtz. Rio de Janeiro: Serviço de Documentação Geral da Marinha. Página 249.